# 1895
Portal Geschichte | Portal Biografien | Aktuelle Ereignisse | Jahreskalender | Tagesartikel

◄ |
18. Jahrhundert |
19. Jahrhundert
| 20. Jahrhundert | ►

◄ |
1860er |
1870er |
1880er |
1890er
| 1900er | 1910er | 1920er | ►

◄◄ |
◄ |
1891 |
1892 |
1893 |
1894 |
1895
| 1896 | 1897 | 1898 | 1899 | ► | ►►
Staatsoberhäupter · Wahlen · Nekrolog   · Musikjahr · Filmjahr  · Sportjahr
| Januar | Januar | Januar | Januar | Januar | Januar | Januar | Januar |
| Kw     | Mo     | Di     | Mi     | Do     | Fr     | Sa     | So     |
| ------ | ------ | ------ | ------ | ------ | ------ | ------ | ------ |
| 1      |        | 1      | 2      | 3      | 4      | 5      | 6      |
| 2      | 7      | 8      | 9      | 10     | 11     | 12     | 13     |
| 3      | 14     | 15     | 16     | 17     | 18     | 19     | 20     |
| 4      | 21     | 22     | 23     | 24     | 25     | 26     | 27     |
| 5      | 28     | 29     | 30     | 31     |        |        |        |

| Februar | Februar | Februar | Februar | Februar | Februar | Februar | Februar |
| Kw      | Mo      | Di      | Mi      | Do      | Fr      | Sa      | So      |
| ------- | ------- | ------- | ------- | ------- | ------- | ------- | ------- |
| 5       |         |         |         |         | 1       | 2       | 3       |
| 6       | 4       | 5       | 6       | 7       | 8       | 9       | 10      |
| 7       | 11      | 12      | 13      | 14      | 15      | 16      | 17      |
| 8       | 18      | 19      | 20      | 21      | 22      | 23      | 24      |
| 9       | 25      | 26      | 27      | 28      |         |         |         |

| März | März | März | März | März | März | März | März |
| Kw   | Mo   | Di   | Mi   | Do   | Fr   | Sa   | So   |
| ---- | ---- | ---- | ---- | ---- | ---- | ---- | ---- |
| 9    |      |      |      |      | 1    | 2    | 3    |
| 10   | 4    | 5    | 6    | 7    | 8    | 9    | 10   |
| 11   | 11   | 12   | 13   | 14   | 15   | 16   | 17   |
| 12   | 18   | 19   | 20   | 21   | 22   | 23   | 24   |
| 13   | 25   | 26   | 27   | 28   | 29   | 30   | 31   |

| April | April | April | April | April | April | April | April |
| Kw    | Mo    | Di    | Mi    | Do    | Fr    | Sa    | So    |
| ----- | ----- | ----- | ----- | ----- | ----- | ----- | ----- |
| 14    | 1     | 2     | 3     | 4     | 5     | 6     | 7     |
| 15    | 8     | 9     | 10    | 11    | 12    | 13    | 14    |
| 16    | 15    | 16    | 17    | 18    | 19    | 20    | 21    |
| 17    | 22    | 23    | 24    | 25    | 26    | 27    | 28    |
| 18    | 29    | 30    |       |       |       |       |       |

| Mai | Mai | Mai | Mai | Mai | Mai | Mai | Mai |
| Kw  | Mo  | Di  | Mi  | Do  | Fr  | Sa  | So  |
| 18  |     |     | 1   | 2   | 3   | 4   | 5   |
| 19  | 6   | 7   | 8   | 9   | 10  | 11  | 12  |
| 20  | 13  | 14  | 15  | 16  | 17  | 18  | 19  |
| 21  | 20  | 21  | 22  | 23  | 24  | 25  | 26  |
| 22  | 27  | 28  | 29  | 30  | 31  |     |     |
| --- | --- | --- | --- | --- | --- | --- | --- |

| Juni | Juni | Juni | Juni | Juni | Juni | Juni | Juni |
| Kw   | Mo   | Di   | Mi   | Do   | Fr   | Sa   | So   |
| ---- | ---- | ---- | ---- | ---- | ---- | ---- | ---- |
| 22   |      |      |      |      |      | 1    | 2    |
| 23   | 3    | 4    | 5    | 6    | 7    | 8    | 9    |
| 24   | 10   | 11   | 12   | 13   | 14   | 15   | 16   |
| 25   | 17   | 18   | 19   | 20   | 21   | 22   | 23   |
| 26   | 24   | 25   | 26   | 27   | 28   | 29   | 30   |

| Juli | Juli | Juli | Juli | Juli | Juli | Juli | Juli |
| Kw   | Mo   | Di   | Mi   | Do   | Fr   | Sa   | So   |
| ---- | ---- | ---- | ---- | ---- | ---- | ---- | ---- |
| 27   | 1    | 2    | 3    | 4    | 5    | 6    | 7    |
| 28   | 8    | 9    | 10   | 11   | 12   | 13   | 14   |
| 29   | 15   | 16   | 17   | 18   | 19   | 20   | 21   |
| 30   | 22   | 23   | 24   | 25   | 26   | 27   | 28   |
| 31   | 29   | 30   | 31   |      |      |      |      |

| August | August | August | August | August | August | August | August |
| Kw     | Mo     | Di     | Mi     | Do     | Fr     | Sa     | So     |
| ------ | ------ | ------ | ------ | ------ | ------ | ------ | ------ |
| 31     |        |        |        | 1      | 2      | 3      | 4      |
| 32     | 5      | 6      | 7      | 8      | 9      | 10     | 11     |
| 33     | 12     | 13     | 14     | 15     | 16     | 17     | 18     |
| 34     | 19     | 20     | 21     | 22     | 23     | 24     | 25     |
| 35     | 26     | 27     | 28     | 29     | 30     | 31     |        |

| September | September | September | September | September | September | September | September |
| Kw        | Mo        | Di        | Mi        | Do        | Fr        | Sa        | So        |
| --------- | --------- | --------- | --------- | --------- | --------- | --------- | --------- |
| 35        |           |           |           |           |           |           | 1         |
| 36        | 2         | 3         | 4         | 5         | 6         | 7         | 8         |
| 37        | 9         | 10        | 11        | 12        | 13        | 14        | 15        |
| 38        | 16        | 17        | 18        | 19        | 20        | 21        | 22        |
| 39        | 23        | 24        | 25        | 26        | 27        | 28        | 29        |
| 40        | 30        |           |           |           |           |           |           |

| Oktober | Oktober | Oktober | Oktober | Oktober | Oktober | Oktober | Oktober |
| Kw      | Mo      | Di      | Mi      | Do      | Fr      | Sa      | So      |
| ------- | ------- | ------- | ------- | ------- | ------- | ------- | ------- |
| 40      |         | 1       | 2       | 3       | 4       | 5       | 6       |
| 41      | 7       | 8       | 9       | 10      | 11      | 12      | 13      |
| 42      | 14      | 15      | 16      | 17      | 18      | 19      | 20      |
| 43      | 21      | 22      | 23      | 24      | 25      | 26      | 27      |
| 44      | 28      | 29      | 30      | 31      |         |         |         |

| November | November | November | November | November | November | November | November |
| Kw       | Mo       | Di       | Mi       | Do       | Fr       | Sa       | So       |
| -------- | -------- | -------- | -------- | -------- | -------- | -------- | -------- |
| 44       |          |          |          |          | 1        | 2        | 3        |
| 45       | 4        | 5        | 6        | 7        | 8        | 9        | 10       |
| 46       | 11       | 12       | 13       | 14       | 15       | 16       | 17       |
| 47       | 18       | 19       | 20       | 21       | 22       | 23       | 24       |
| 48       | 25       | 26       | 27       | 28       | 29       | 30       |          |

| Dezember | Dezember | Dezember | Dezember | Dezember | Dezember | Dezember | Dezember |
| Kw       | Mo       | Di       | Mi       | Do       | Fr       | Sa       | So       |
| -------- | -------- | -------- | -------- | -------- | -------- | -------- | -------- |
| 48       |          |          |          |          |          |          | 1        |
| 49       | 2        | 3        | 4        | 5        | 6        | 7        | 8        |
| 50       | 9        | 10       | 11       | 12       | 13       | 14       | 15       |
| 51       | 16       | 17       | 18       | 19       | 20       | 21       | 22       |
| 52       | 23       | 24       | 25       | 26       | 27       | 28       | 29       |
| 1        | 30       | 31       |          |          |          |          |          |

| Januar | Januar | Januar | Januar | Januar | Januar | Januar | Januar |
| Kw     | Mo     | Di     | Mi     | Do     | Fr     | Sa     | So     |
| ------ | ------ | ------ | ------ | ------ | ------ | ------ | ------ |
| 1      |        | 1      | 2      | 3      | 4      | 5      | 6      |
| 2      | 7      | 8      | 9      | 10     | 11     | 12     | 13     |
| 3      | 14     | 15     | 16     | 17     | 18     | 19     | 20     |
| 4      | 21     | 22     | 23     | 24     | 25     | 26     | 27     |
| 5      | 28     | 29     | 30     | 31     |        |        |        |

| Februar | Februar | Februar | Februar | Februar | Februar | Februar | Februar |
| Kw      | Mo      | Di      | Mi      | Do      | Fr      | Sa      | So      |
| ------- | ------- | ------- | ------- | ------- | ------- | ------- | ------- |
| 5       |         |         |         |         | 1       | 2       | 3       |
| 6       | 4       | 5       | 6       | 7       | 8       | 9       | 10      |
| 7       | 11      | 12      | 13      | 14      | 15      | 16      | 17      |
| 8       | 18      | 19      | 20      | 21      | 22      | 23      | 24      |
| 9       | 25      | 26      | 27      | 28      |         |         |         |

| März | März | März | März | März | März | März | März |
| Kw   | Mo   | Di   | Mi   | Do   | Fr   | Sa   | So   |
| ---- | ---- | ---- | ---- | ---- | ---- | ---- | ---- |
| 9    |      |      |      |      | 1    | 2    | 3    |
| 10   | 4    | 5    | 6    | 7    | 8    | 9    | 10   |
| 11   | 11   | 12   | 13   | 14   | 15   | 16   | 17   |
| 12   | 18   | 19   | 20   | 21   | 22   | 23   | 24   |
| 13   | 25   | 26   | 27   | 28   | 29   | 30   | 31   |

| April | April | April | April | April | April | April | April |
| Kw    | Mo    | Di    | Mi    | Do    | Fr    | Sa    | So    |
| ----- | ----- | ----- | ----- | ----- | ----- | ----- | ----- |
| 14    | 1     | 2     | 3     | 4     | 5     | 6     | 7     |
| 15    | 8     | 9     | 10    | 11    | 12    | 13    | 14    |
| 16    | 15    | 16    | 17    | 18    | 19    | 20    | 21    |
| 17    | 22    | 23    | 24    | 25    | 26    | 27    | 28    |
| 18    | 29    | 30    |       |       |       |       |       |

| Mai | Mai | Mai | Mai | Mai | Mai | Mai | Mai |
| Kw  | Mo  | Di  | Mi  | Do  | Fr  | Sa  | So  |
| 18  |     |     | 1   | 2   | 3   | 4   | 5   |
| 19  | 6   | 7   | 8   | 9   | 10  | 11  | 12  |
| 20  | 13  | 14  | 15  | 16  | 17  | 18  | 19  |
| 21  | 20  | 21  | 22  | 23  | 24  | 25  | 26  |
| 22  | 27  | 28  | 29  | 30  | 31  |     |     |
| --- | --- | --- | --- | --- | --- | --- | --- |

| Juni | Juni | Juni | Juni | Juni | Juni | Juni | Juni |
| Kw   | Mo   | Di   | Mi   | Do   | Fr   | Sa   | So   |
| ---- | ---- | ---- | ---- | ---- | ---- | ---- | ---- |
| 22   |      |      |      |      |      | 1    | 2    |
| 23   | 3    | 4    | 5    | 6    | 7    | 8    | 9    |
| 24   | 10   | 11   | 12   | 13   | 14   | 15   | 16   |
| 25   | 17   | 18   | 19   | 20   | 21   | 22   | 23   |
| 26   | 24   | 25   | 26   | 27   | 28   | 29   | 30   |

| Juli | Juli | Juli | Juli | Juli | Juli | Juli | Juli |
| Kw   | Mo   | Di   | Mi   | Do   | Fr   | Sa   | So   |
| ---- | ---- | ---- | ---- | ---- | ---- | ---- | ---- |
| 27   | 1    | 2    | 3    | 4    | 5    | 6    | 7    |
| 28   | 8    | 9    | 10   | 11   | 12   | 13   | 14   |
| 29   | 15   | 16   | 17   | 18   | 19   | 20   | 21   |
| 30   | 22   | 23   | 24   | 25   | 26   | 27   | 28   |
| 31   | 29   | 30   | 31   |      |      |      |      |

| August | August | August | August | August | August | August | August |
| Kw     | Mo     | Di     | Mi     | Do     | Fr     | Sa     | So     |
| ------ | ------ | ------ | ------ | ------ | ------ | ------ | ------ |
| 31     |        |        |        | 1      | 2      | 3      | 4      |
| 32     | 5      | 6      | 7      | 8      | 9      | 10     | 11     |
| 33     | 12     | 13     | 14     | 15     | 16     | 17     | 18     |
| 34     | 19     | 20     | 21     | 22     | 23     | 24     | 25     |
| 35     | 26     | 27     | 28     | 29     | 30     | 31     |        |

| September | September | September | September | September | September | September | September |
| Kw        | Mo        | Di        | Mi        | Do        | Fr        | Sa        | So        |
| --------- | --------- | --------- | --------- | --------- | --------- | --------- | --------- |
| 35        |           |           |           |           |           |           | 1         |
| 36        | 2         | 3         | 4         | 5         | 6         | 7         | 8         |
| 37        | 9         | 10        | 11        | 12        | 13        | 14        | 15        |
| 38        | 16        | 17        | 18        | 19        | 20        | 21        | 22        |
| 39        | 23        | 24        | 25        | 26        | 27        | 28        | 29        |
| 40        | 30        |           |           |           |           |           |           |

| Oktober | Oktober | Oktober | Oktober | Oktober | Oktober | Oktober | Oktober |
| Kw      | Mo      | Di      | Mi      | Do      | Fr      | Sa      | So      |
| ------- | ------- | ------- | ------- | ------- | ------- | ------- | ------- |
| 40      |         | 1       | 2       | 3       | 4       | 5       | 6       |
| 41      | 7       | 8       | 9       | 10      | 11      | 12      | 13      |
| 42      | 14      | 15      | 16      | 17      | 18      | 19      | 20      |
| 43      | 21      | 22      | 23      | 24      | 25      | 26      | 27      |
| 44      | 28      | 29      | 30      | 31      |         |         |         |

| November | November | November | November | November | November | November | November |
| Kw       | Mo       | Di       | Mi       | Do       | Fr       | Sa       | So       |
| -------- | -------- | -------- | -------- | -------- | -------- | -------- | -------- |
| 44       |          |          |          |          | 1        | 2        | 3        |
| 45       | 4        | 5        | 6        | 7        | 8        | 9        | 10       |
| 46       | 11       | 12       | 13       | 14       | 15       | 16       | 17       |
| 47       | 18       | 19       | 20       | 21       | 22       | 23       | 24       |
| 48       | 25       | 26       | 27       | 28       | 29       | 30       |          |

| Dezember | Dezember | Dezember | Dezember | Dezember | Dezember | Dezember | Dezember |
| Kw       | Mo       | Di       | Mi       | Do       | Fr       | Sa       | So       |
| -------- | -------- | -------- | -------- | -------- | -------- | -------- | -------- |
| 48       |          |          |          |          |          |          | 1        |
| 49       | 2        | 3        | 4        | 5        | 6        | 7        | 8        |
| 50       | 9        | 10       | 11       | 12       | 13       | 14       | 15       |
| 51       | 16       | 17       | 18       | 19       | 20       | 21       | 22       |
| 52       | 23       | 24       | 25       | 26       | 27       | 28       | 29       |
| 1        | 30       | 31       |          |          |          |          |          |

## Ereignisse

### Politik und Weltgeschehen

#### West- und Mitteleuropa
- 1. Januar: Joseph Zemp wird Bundespräsident der Schweiz.

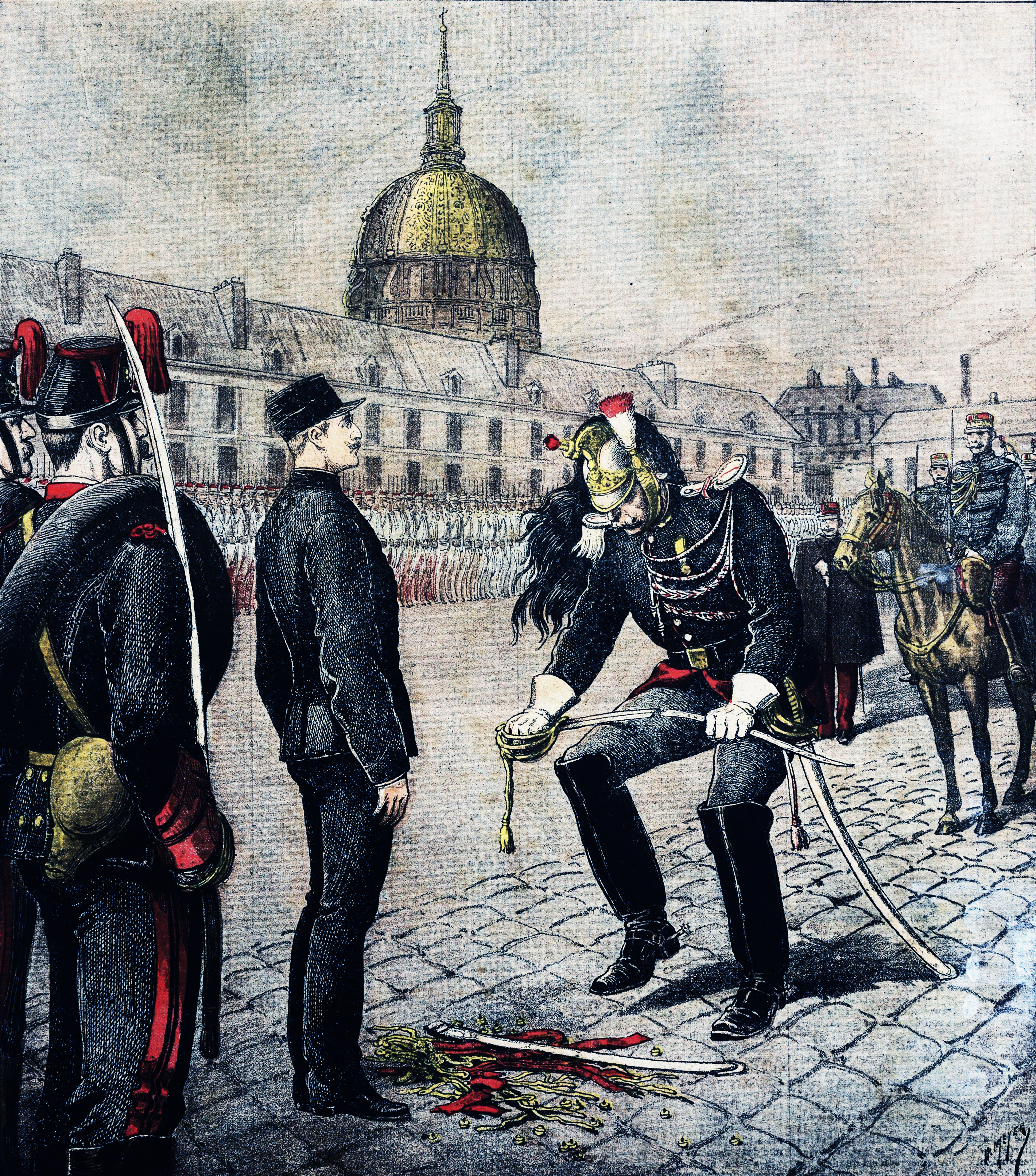
Zeitgenössische Darstellung der Degradierung Dreyfus’

- 5. Januar: In Frankreich wird der von einem Kriegsgericht wegen Landesverrats verurteilte Offizier Alfred Dreyfus vor seiner Deportation militärisch degradiert.
- 26. Mai / 2. Juni: Bei der Parlamentswahl in Italien tritt erstmals der Partito Socialista Italiano an und erreicht 6,8 %, das sind 15 Mandate im 508 Mandate umfassenden Parlament. Die regierende Historische Linke von Ministerpräsident Francesco Crispi behielt trotz leichter Verluste ihre absolute Mehrheit. Das Kabinett Crispi IV bleibt im Amt.
- 21. Juni: Der Liberale Archibald Primrose, 5. Earl of Rosebery, tritt als Premierminister des Vereinigten Königreichs zurück. Bei der folgenden Britischen Unterhauswahl erhalten die Konservativen die absolute Mehrheit der Sitze und stellen mit Robert Gascoyne-Cecil, 3. Marquess of Salisbury, den Premierminister. Dieser wird im selben Jahr auch Lord Warden of the Cinque Ports. Er verfolgt eine Politik der splendid isolation und des Imperialismus.

#### Balkan / Osmanisches Reich
- 15. Juli: Auf den früheren Premierminister Bulgariens, Stefan Stambolow, wird wegen seiner gemäßigten Politik in der Makedonienfrage und als Vergeltung für die Hinrichtung von Kosta Panica von politischen Gegnern ein Attentat verübt. Drei Tage später stirbt er an seinen Verletzungen.
- 8. Oktober: In Trabzon wird von Einheimischen ein Massaker an den Armeniern verübt, das mehrere hundert Tote fordert.
- 30. Oktober: Osmanische Soldaten, die von der lokalen muslimischen Bevölkerung unterstützt werden, begehen auf Anordnung durch den osmanischen Sultan Abdülhamid II. das Massaker von Erzurum an Armeniern.
- 1. bis 3. November: Bei den Massakern von Diyarbakır an der armenischen Bevölkerung werden bis zu 2.500 Menschen getötet.

#### Asien
- 17. April: Der Chinesisch-Japanische Krieg endet mit dem Sieg Japans und dem Vertrag von Shimonoseki. Die Qing-Dynastie muss nach ihrer Niederlage mehrere Gebiete an Japan abtreten und die Tributbeziehungen zu Korea beenden. Der Vertrag markiert damit den Beginn der 50 Jahre dauernden japanischen Herrschaft über Taiwan. Wegen seiner einseitigen Belastungen wird der Friedensvertrag zu den sogenannten Ungleichen Verträgen gerechnet.
- 23. April: Die drei Gesandten Russlands, Frankreichs und des Deutschen Reichs suchen das japanische Außenministerium auf und geben drei gleichlautende Erklärungen ab, in denen Japan der „freundliche Rat“ erteilt wird, die Halbinsel Shimonoseki wieder an China zurückzugeben. Japan sieht sich gezwungen diesem „Rat“ zu folgen – letztlich eine kaum verhohlene Drohung, auf Seiten Chinas zu intervenieren – da es keine Möglichkeit sieht, den drei Großmächten zu widerstehen. Die Intervention von Shimonoseki bedeutet eine diplomatische Demütigung, und in den folgenden Jahren unternimmt Japan verstärkte Rüstungsanstrengungen, um sich auf einen möglichen Konflikt mit einer der europäischen Mächte vorzubereiten.
- 25. Mai: Aus Protest gegen den Vertrag von Shimonoseki, in dem das im Ersten Japanisch-Chinesischen Krieg unterlegene China die Insel Taiwan an Japan abtreten muss, erklären chinatreue Kräfte unter Tang Ching-sung die Unabhängigkeit der Insel und rufen die Republik Formosa aus.
- 29. Mai: Japanische Truppen landen in Keelung auf der von China Japan überlassenen Insel Taiwan, um die dort ausgerufene Republik Formosa zu bekämpfen.
- 8. Oktober: Die koreanische Herrschersgattin Myeongseong, Königin Min genannt, wird zusammen mit zwei Hofdamen im Gyeongbokgung-Palast in Seoul wahrscheinlich auf japanisches Betreiben hin ermordet.
- 21. Oktober: Nach der Eroberung durch Japan bricht die unabhängige Republik Formosa zusammen. Ihr Präsident flieht nach China.

#### Afrika
- 13. bis 16. Januar: Italienische Kolonien: In den Schlachten von Coatit und Senafe werden die Truppen des äthiopischen Statthalters von Tigray geschlagen, die siegreichen Italiener besetzen daraufhin Tigray, woraus sich ein Italienisch-Äthiopischer Krieg entwickelt
- 1. Juli: Das Vereinigte Königreich ruft Britisch-Ostafrika als Protektorat aus.
- 9. Oktober: Während des Italienisch-Äthiopischen Krieges besiegen italienische Kolonialtruppen tigrinische Truppen in der Schlacht von Debra Ailà.
- Madagaskar wird nach Eroberung französisches Protektorat.

#### Amerika
- 23. Mai: Im Oklahoma-Territorium findet der fünfte und letzte Oklahoma Land Run statt.
- 5. Juni: Mit einem Staatsstreich beginnt in Ecuador die Liberale Revolution. Eloy Alfaro wird Staatspräsident.
- Auf Kuba beginnt der Unabhängigkeitskrieg gegen die Spanische Kolonialherrschaft.

### Wirtschaft

#### Messen und Ausstellungen

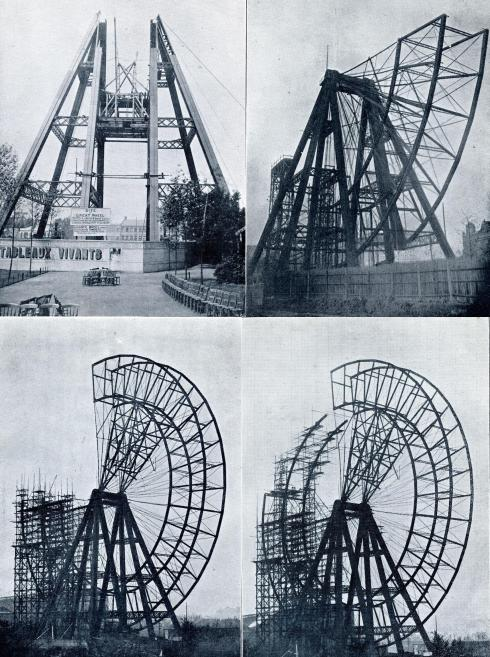
Great Wheel: Baufortschritt in der ersten Jahreshälfte 1895

- 27. April: Das auf Anregung von Imre Kiralfy von der Firma Maudslay, Sons and Field für die Empire of India Exhibition im Earls Court Exhibition Centre in London errichtete  Gigantic Wheel erlebt eine ungewöhnliche Fertigstellungszeremonie. Mehrere Frauen werden auf eine Höhe von 86 Metern gehievt, um dort mit den letzten beiden der rund 20.000 Bolzen das Bauwerk zu vollenden. Das prekäre Vorhaben geht ohne Zwischenfälle vonstatten. Nachdem man mehrfach den Betriebsbeginn verschoben hat, wird das zu diesem Zeitpunkt größte Riesenrad der Welt nach einer Inspektionswoche am 6. Juli für das Publikum eröffnet. Bereits am 2. Juli fahren Mitglieder des britischen Königshauses mit dem Riesenrad. Bereits am 24. Juli kommt es zu einer ersten Betriebspanne.

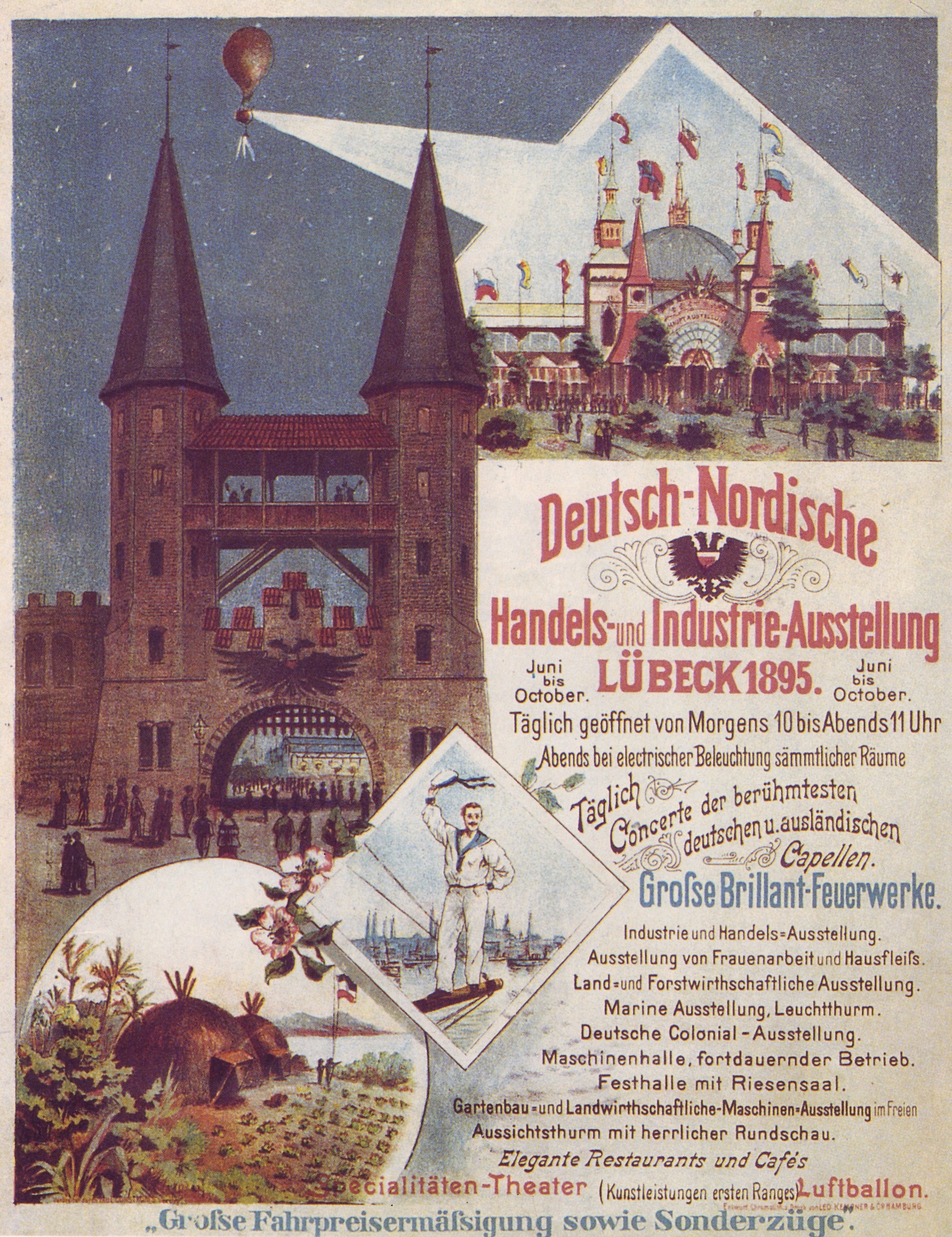
Plakat der Deutsch-Nordischen Handels- und Industrie-Ausstellung

- 21. Juni: Die Deutsch-Nordische Handels- und Industrie-Ausstellung in Lübeck wird eröffnet. Die von Heinrich Thiel angeregte Ausstellung, deren Hauptzweck es ist, die Aufmerksamkeit auf den Wirtschaftsstandort Lübeck zu lenken, folgt dem Vorbild ähnlicher Veranstaltungen in Hamburg und Bremen. Als Ausstellungsgelände dient das Gut Marli, das zu diesem Zweck von Ferdinand Wallbrecht zur Verfügung gestellt wird. Auf dem rund 140.000 Quadratmeter großen Gelände präsentieren in 70 Pavillons und zwei großen Ausstellungshallen insgesamt 1794 Aussteller Industrieerzeugnisse und Handelsgüter. 15 Prozent der Aussteller kommen aus dem Ausland. Der wirtschaftlichen Leistungsschau sind eine Gartenbau-, eine Kolonial- und eine Marineausstellung angeschlossen. Die gärtnerischen Anlagen des Ausstellungsgeländes plant der Stadtgärtner Metaphius Theodor August Langenbuch. Obwohl insgesamt 750.000 Menschen die Ausstellung besuchen, schließt sie am 30. September mit einem finanziellen Defizit ab.
- Die Leipziger Messe stellt von der traditionellen Warenmesse auf eine Mustermesse um. Mit dieser Umstellung durchlebt die Leipziger Innenstadt seit dem Vorjahr eine tiefgreifende Umgestaltung. Der Großteil der Handels- und Durchgangshöfe aus dem Barock oder der Renaissance wurden im großen Stil rücksichtslos abgerissen.

#### Nachrichtenwesen
- 1. Januar: Die Schweizerische Depeschenagentur nimmt ihren Betrieb als Nachrichtenagentur auf.

#### Patente
- 25. Juni: W. J. Ewing meldet in den USA das Ewing-System für Einschienenbahnen zum Patent an.
- 26. Juni: Louis Krauß beantragt für seine Schaukelbadewanne Schweizer Patentschutz. Das Patent wird am 15. Dezember veröffentlicht.

#### Unternehmensgründungen
- 15. Januar: David Stempel gründet in Sachsenhausen bei Frankfurt eine Firma, die bald darauf als Schriftgießerei D. Stempel führend wird.
- 29. März: Die Königsberger Zellstoff-Fabrik A.G. wird gegründet.
- 1. April: Der Musikapparatehersteller Brachhausen & Rießner wird in die Polyphon Musikwerke AG umgewandelt.
- 26. August: Die Edward Dean Adams Power Plant nimmt ihren Betrieb auf.
- 12. Dezember: In Köln wird die Westdeutsche Eisenbahn-Gesellschaft gegründet. Ein Bankenkonsortium übernimmt 90 % des Aktienkapitals von 5 Millionen Mark.
- 18. Dezember: Das heutige Unternehmen Škoda wird unter dem Namen Laurin & Klement vom Schlosser Václav Laurin und dem Buchhändler Václav Klement in Mladá Boleslav (Tschechien) gegründet.

- Der schweizerische Aromen- und Duftstoffhersteller Givaudan wird in Zürich durch Léon und Xavier Givaudan gegründet.
- Der italienische Kaffeeveredler und -vertreiber von Kaffeebohnen und -mehl Lavazza wird in Turin von Luigi Lavazza gegründet.
- Minna Cauer gründet mit Unterstützung von Lily von Gizycki die radikalfeministische Zeitschrift Die Frauenbewegung.

#### Verkehr

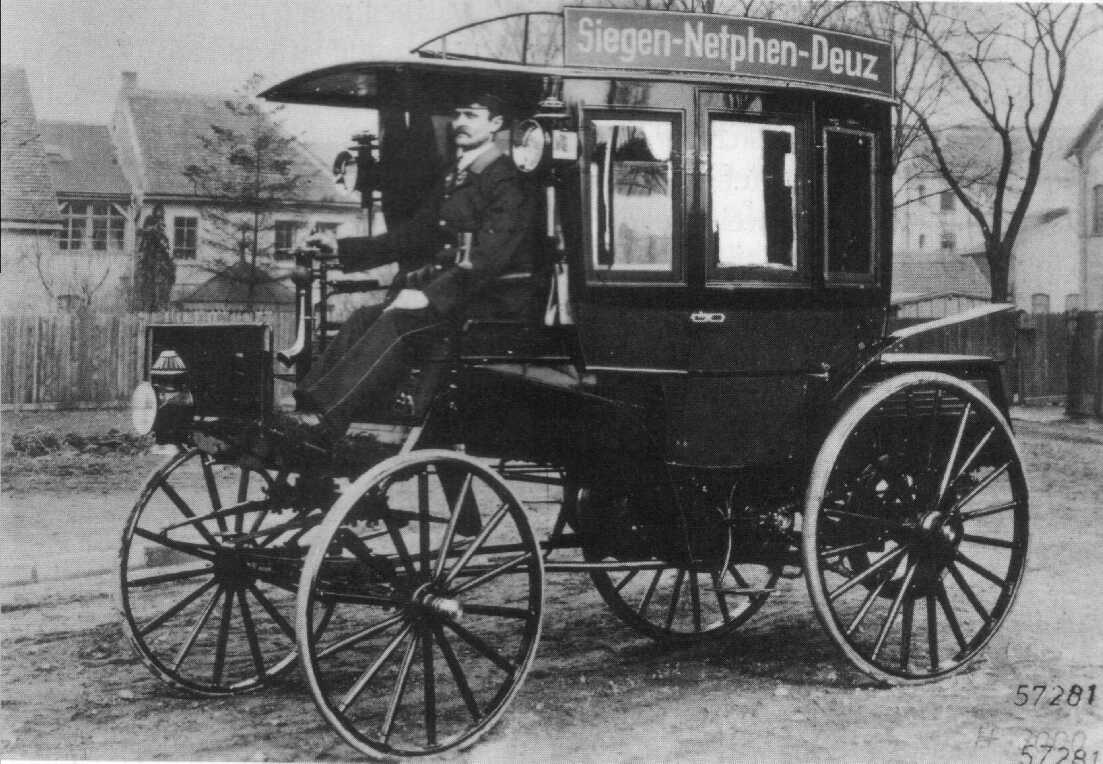
Erster Benzin-Omnibus der Welt

- 18. März: Die erste Bus-Linie der Welt mit einem benzinbetriebenen Omnibus (5 PS), eingesetzt durch die Netphener Omnibusgesellschaft, gebaut von Carl Benz, nimmt zwischen Deuz und Siegen ihren Betrieb auf.

Schlussstein-Zeremonie am Kaiser-Wilhelm-Kanal

- 21. Juni: Kaiser Wilhelm II. eröffnet in einer feierlichen Zeremonie den nach seinem Großvater benannten Kaiser-Wilhelm-Kanal. Die Zeremonie wird von dem Briten Birt Acres mit einer Filmkamera aufgenommen; sein Film Opening of the Kiel Canal gilt als die älteste Filmaufnahme Deutschlands.
- 8. Juli: Die Gesamtstrecke der Delagoabahn wird vom südafrikanischen Präsidenten Paul Kruger feierlich eröffnet. Sie verbindet die südafrikanische Hauptstadt Pretoria mit der mosambikanischen Hauptstadt Maputo und dem dortigen Hafen in der Delagoa-Bucht. Der fünfjährigen Bauzeit ist eine rund 20-jährige Planungsphase vorangegangen.
- 13. Juli: In der Provinz Schleswig-Holstein wird eine 13,78 km lange meterspurige Kleinbahn feierlich eröffnet, die das nordfriesische Niebüll mit dem Fährhafen Dagebüll verbindet.

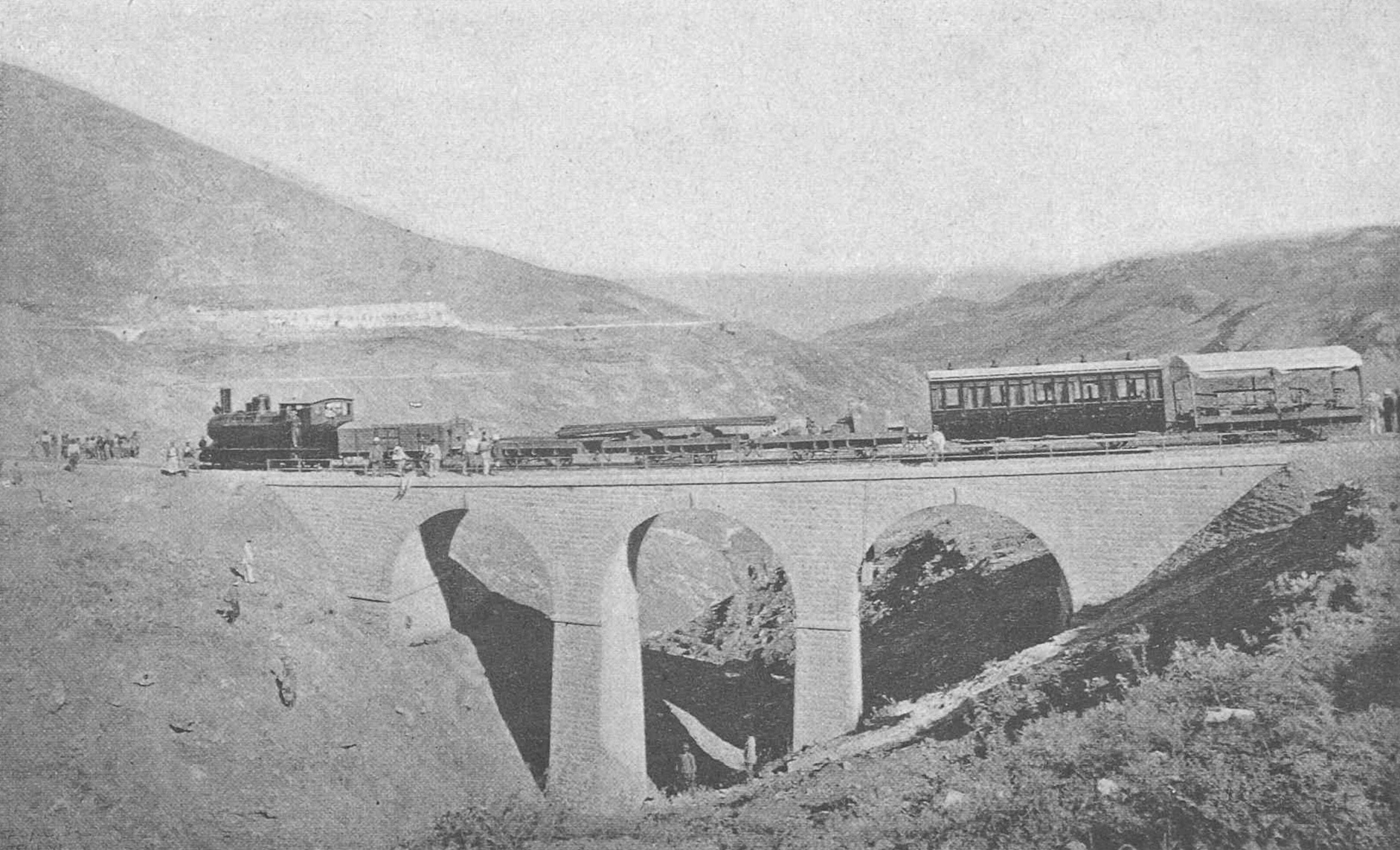
Viadukt bei Chan Murad mit Probezug der Libanonbahn

- 3. August: Im Osmanischen Reich wird die von der französischen Eisenbahngesellschaft Société des Chemins de fer Ottomans économiques de Beyrouth-Damas-Hauran erbaute Bahnlinie zwischen Damaskus und Beirut in Betrieb genommen.
- 12. November: Mit dem Automobile Club de France entsteht in Paris der weltweit erste Verkehrsclub.

#### Weitere wirtschaftliche Ereignisse
- 23. September: Der Gründungskongress in Limoges endet mit der Schaffung der Confédération générale du travail (CGT), dem französischen Gewerkschaftsbund.
- Aibling wird durch Prinz Luitpold als Heilbad anerkannt.

### Wissenschaft und Technik

#### Antarktisforschung
- 23. Januar: Mit dem Polarforscher Carsten Egeberg Borchgrevink setzt der erste Mensch seinen Fuß auf das antarktische Festland.

#### Cinematographie
- 22. März: Die weltweit erste Filmvorführung findet vor einem geschlossenen Publikum in Paris statt. Gezeigt wird eine Fassung des Films Arbeiter verlassen die Lumière-Werke.

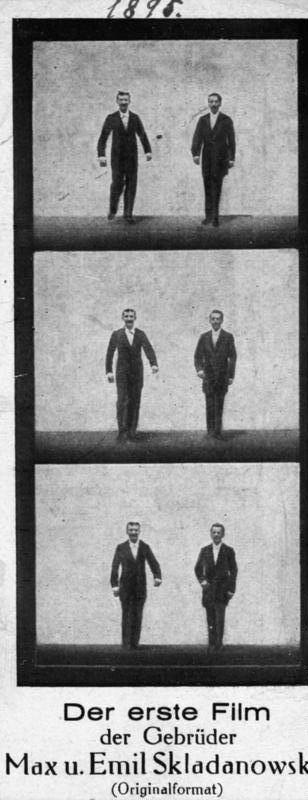
Filmstreifen aus dem ersten Film der Brüder Skladanowsky

- 1. November: Die weltweit erste öffentliche Filmvorführung findet in Berlin im Varieté Wintergarten durch die Brüder Max und Emil Skladanowsky statt.

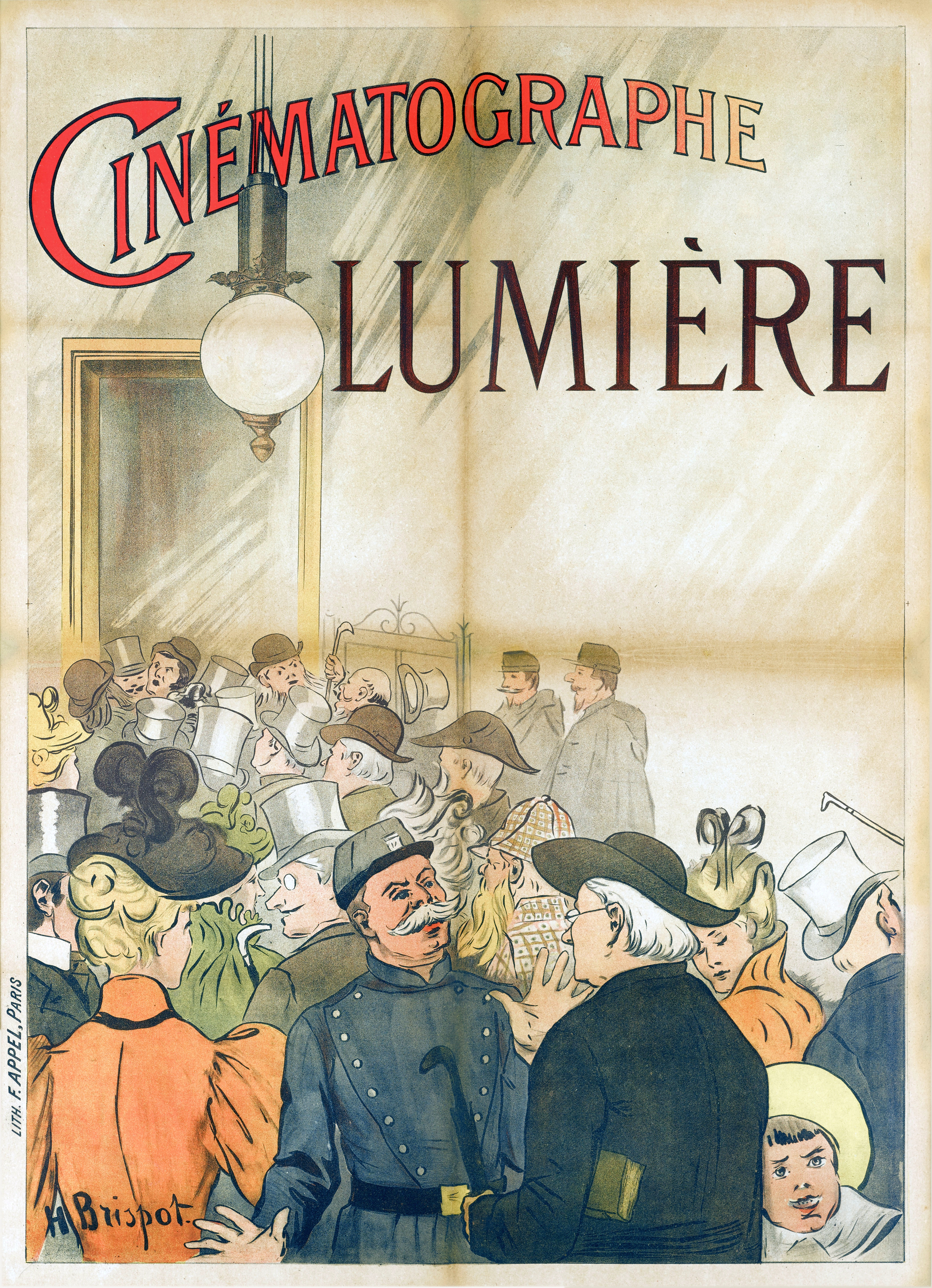
Cinematograph Lumiere Poster 1895

- 28. Dezember: Die erste kommerzielle Filmvorführung Frankreichs findet im Grand Café am Boulevard des Capucines in Paris durch die Brüder Lumière statt. Unter anderem werden die selbstgedrehten Kurzfilme Der begossene Gärtner und Die Ankunft eines Zuges auf dem Bahnhof in La Ciotat gezeigt.

#### Naturwissenschaften und Medizin
- 31. Januar: William Ramsay und John William Strutt, 3. Baron Rayleigh, geben die Entdeckung des chemischen Elements Argon bekannt.
- 7. Mai: Der russische Physiker Alexander Stepanowitsch Popow verwendet erstmals eine Dipolantenne zum Empfang elektromagnetischer Wellen.
- 24. Juli: Sigmund Freud deutet auf dem Cobenzl in Wien erstmals vollständig einen eigenen Traum, den „Traum von Irmas Injektion“.
- 18. September: Daniel David Palmer betätigt sich als erster Chiropraktiker. Er korrigiert einen verschobenen Wirbel eines Patienten, was Letzterem seine Hörfähigkeit wieder zurückgibt.
- 8. November Wilhelm Conrad Röntgen entdeckt die Röntgenstrahlen.
- 28. Dezember: Die Veröffentlichung Eine neue Art von Strahlung erscheint. In ihr berichtet der deutsche Physiker Wilhelm Conrad Röntgen über seine Entdeckung vom 8. November der später nach ihm benannten Röntgenstrahlen.
- Das Linde-Verfahren, eine technische Methode zur Gastrennung, wird von Carl von Linde entwickelt.

#### Technische Errungenschaften
- 27. Dezember: Die Hängebrücke über den Río Cauca, die die kolumbianischen Orte Santa Fe de Antioquia und Olaya miteinander verbindet und zu diesem Zeitpunkt die längste Südamerikas ist, wird nach acht Jahren fertiggestellt.

### Kultur

#### Architektur und Bildende Kunst
- 30. April: Die erste Biennale di Venezia wird als I Esposizione Internazionale d’Arte della Città di Venezia in Anwesenheit des italienischen Königspaares Umberto I. und Margherita di Savoia eröffnet. Der Palazzo dell’Esposizione wurde im Winter eigens für die Ausstellung errichtet. Die internationale Ausstellung italienischer Kunst soll auf Beschluss des Stadtrats von nun an alle zwei Jahre in Venedig stattfinden.

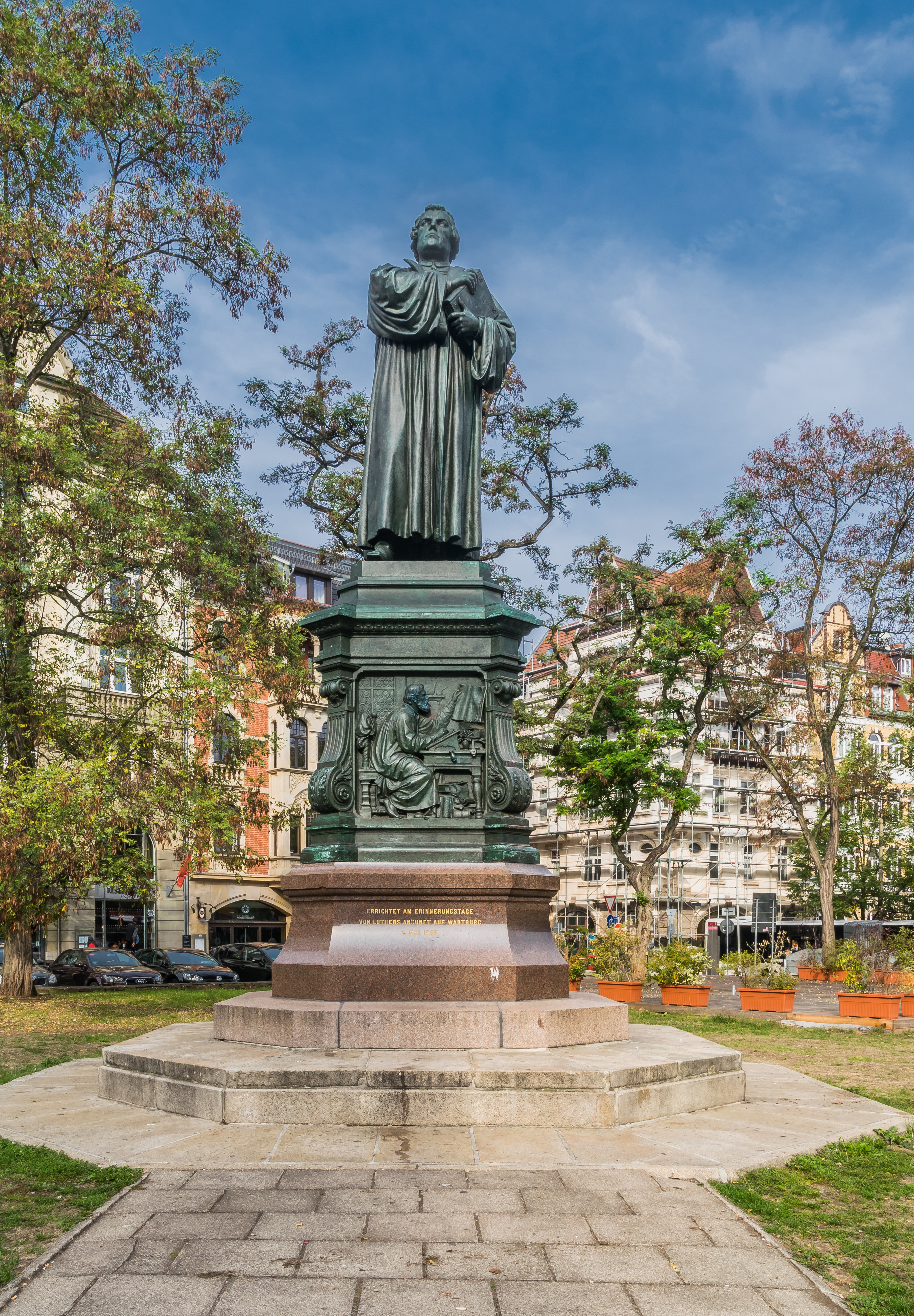
Lutherdenkmal in Eisenach

- 4. Mai: Das von dem Bildhauer Adolf von Donndorf geschaffene Lutherdenkmal in Eisenach wird feierlich eingeweiht.
- Mai: Die endgültige Version des Washington Square Arch wird eingeweiht.

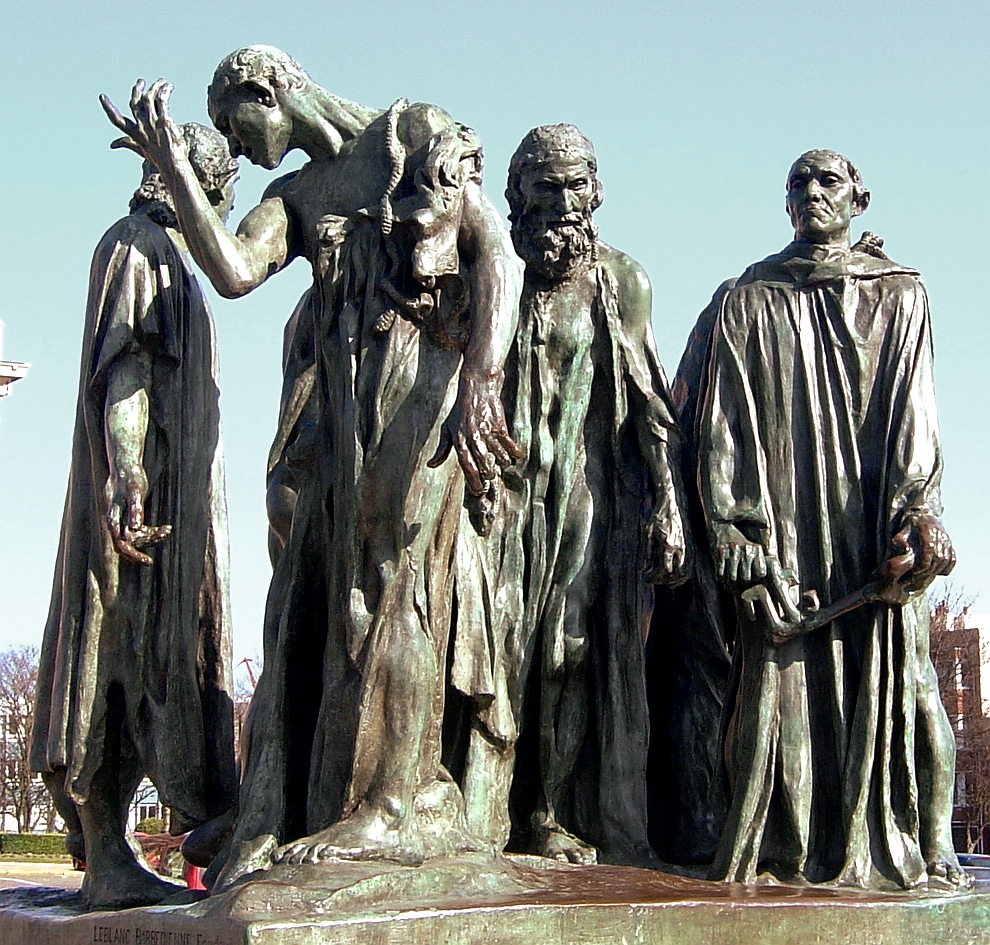
Die Bürger von Calais, Place de l’Hôtel de Ville in Calais

- 3. Juni: Das Monument aux Bourgeois de Calais von Auguste Rodin wird in Calais eingeweiht.

#### Musik und Theater
- 15. Januar: Die bis heute maßgebliche Inszenierung von Pjotr Iljitsch Tschaikowskis Ballett Schwanensee des kaiserlichen Balletts in der Choreographie von Marius Petipa und Lew Iwanow wird am Mariinski-Theater in Sankt Petersburg aufgeführt.

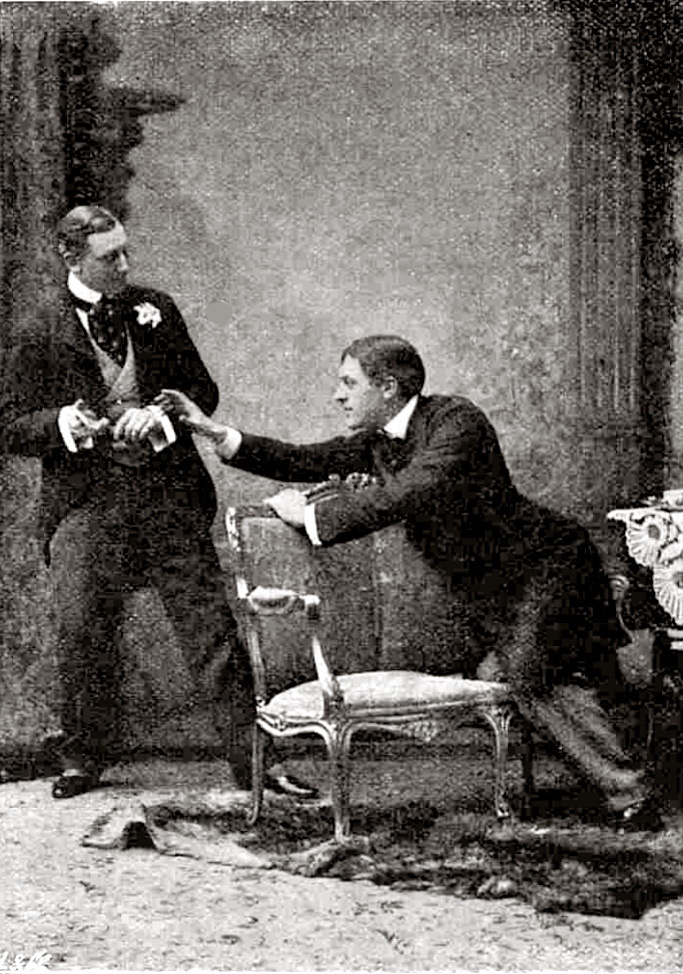
The Importance of Being Earnest, Fotografie der Originalinszenierung

- 14. Februar: Oscar Wildes dreiaktige Komödie The Importance of Being Earnest wird mit großem Erfolg im St James’s Theatre in London uraufgeführt.
- 16. Februar: Am Teatro alla Scala di Milano in Mailand hat die Oper Guglielmo Ratcliff (William Ratcliff) von Pietro Mascagni ihre Uraufführung.
- 4. März: Die Uraufführung der ersten drei Sätze der 2. Sinfonie von Gustav Mahler findet in Berlin statt, die gesamte Sinfonie wird am 13. Dezember ebenfalls in Berlin uraufgeführt, beide Aufführungen mit Mahler als Dirigent. Solistinnen sind Josefine von Artner und Hedwig Felden. Es spielen die Berliner Philharmoniker. Das Werk erlebt einen überwältigenden Erfolg.
- 25. März: Die Uraufführung der Oper Silvano von Pietro Mascagni findet am Teatro alla Scala di Milano in Mailand statt.
- 1. April: Die komische Oper La Vivandière von Benjamin Godard wird nach dem Tod des Komponisten an der Opéra-Comique in Paris uraufgeführt.
- 2. April: Die Oper Der arme Heinrich von Hans Pfitzner nach der gleichnamigen Verserzählung von Hartmann von Aue wird am Staatstheater Mainz uraufgeführt.
- 4. Mai: Das musikalische Schauspiel Der Evangelimann von Wilhelm Kienzl, angeregt von einer Erzählung aus Leopold Florian Meissners Buch Aus den Papieren eines Polizeikommissärs, hat seine Uraufführung in Berlin.
- 6. Mai: Richard Strauss beendet in München die Reinschrift der Tondichtung Till Eulenspiegels lustige Streiche mit einer Widmung an Arthur Seidl. Uraufgeführt wird das Stück am 5. November im Gürzenich zu Köln mit dem Städtischen Gürzenich-Orchester unter Leitung von Franz Wüllner.
- 31. Mai: Georg Büchners Lustspiel Leonce und Lena wird fast 60 Jahre nach seinem Tod unter der Regie von Ernst von Wolzogen und unter Mitwirkung von Max Halbe und Oskar Panizza in einer Freilichtaufführung des Münchner Theatervereins Intimes Theater uraufgeführt.
- 10. August: In London wird das erste Promenadenkonzert in der Queen’s Hall aufgeführt. Dirigent ist Henry Wood.
- 9. Oktober: Am Wiener Burgtheater wird Arthur Schnitzlers Schauspiel Liebelei uraufgeführt.

#### Sonstiges

Am Praterstern gelegener Eingang Porta nuova, zwei adaptierte Viadukte der Verbindungsbahn

- 18. Mai: Der vom Unternehmer Gabor Steiner gemeinsam mit dem Architekten Oskar Marmorek errichtete Vergnügungspark Venedig in Wien im Wiener Prater, einer der ersten Themenparks der Welt, wird eröffnet.
- 7. September: In São Paulo wird das an den Parque da Independência angrenzende Museu Paulista feierlich eröffnet.
- 19. Oktober: Die neue Tonhalle in Zürich, die das alte Kornhaus ersetzen wird, hat ihre Einweihungsfeier.
- Das Stedelijk Museum in Amsterdam wird gegründet.
- In der Zeitschrift The New World erscheint der von Richard Felton Outcault gezeichnete erste moderne Comic namens The Yellow Kid.

### Gesellschaft
- 5. April: An der University of Arkansas wird Chi Omega, heute die weltweit größte weibliche Studentenverbindung, gegründet.
- 25. Mai: Oscar Wilde wird aufgrund homosexueller „Unzucht“ zu zwei Jahren Zuchthaus mit schwerer körperlicher Zwangsarbeit verurteilt.
- Im September wird die erste Naturfreundegruppe gegründet.

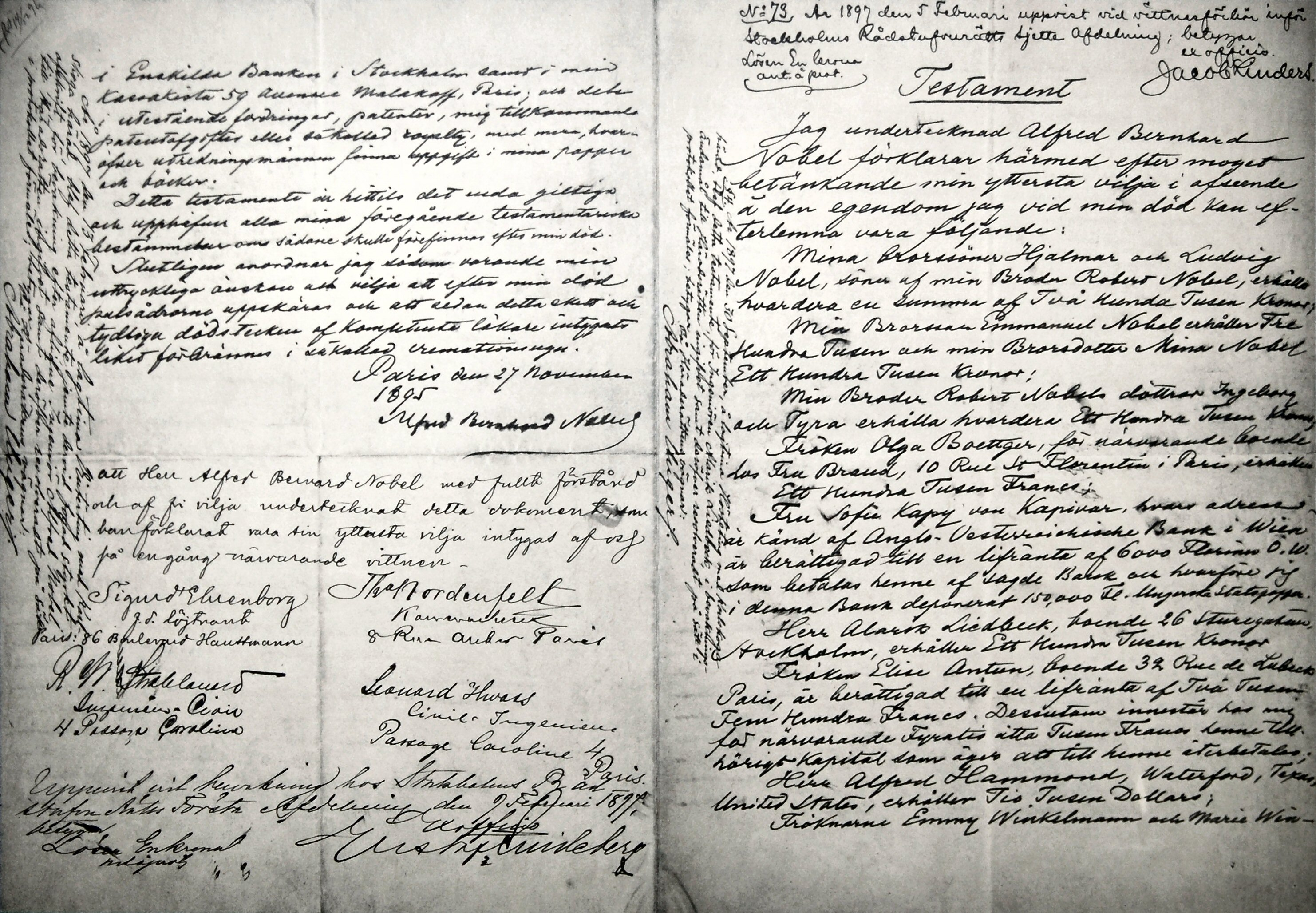
Nobels Testament (Vorderseite)

- 27. November: Alfred Nobel verfügt in seinem Testament die Einrichtung eines Preises für die Kategorien Physik, Chemie, Physiologie oder Medizin und Literatur. Außerdem sollte alljährlich jemand ausgezeichnet werden, der sich besonders für die Verbrüderung der Völker, die Abschaffung oder Reduzierung von Armeen sowie den Frieden eingesetzt hat.
- Der österreichische Psychologe Adolf Jost veröffentlicht die Streitschrift Das Recht auf den Tod und löst damit eine Diskussion um die Euthanasie im deutschsprachigen Raum aus.

### Religion
- 10. Juli: Die sozialen Verhältnisse in Belgien veranlassen Papst Leo XIII. zur Enzyklika Permoti nos an die dortige Bischofskonferenz.
- 5. September: Unter dem Titel Adiutricem erscheint eine neuerliche Enzyklika des Papstes Leo XIII., die das Rosenkranzgebet favorisiert.

### Katastrophen

Fahrtroute der Elbe und der Crathie

- 30. Januar: Nach einer Kollision mit dem britischen Dampfer Crathie sinkt der Schnelldampfer Elbe in der Nordsee, wobei mindestens 332 Personen sterben.
- um den 11. März: Der spanische Kreuzer Reina Regente sinkt im Sturm auf dem Weg von Tanger nach Cádiz. Bei dem Unglück kommen 402 Besatzungsmitglieder ums Leben. Es ist die schlimmste Katastrophe der spanischen Marine in Friedenszeiten.
- 19. März: Bei der Explosion der Elisabeth am Rheinufer kommen 13 bis 16 Menschen ums Leben. Neben dem Frachter Elisabeth werden fünf weitere Frachtschiffe bei dem Unglück versenkt. Auch an Land kommt es zu Explosionen.

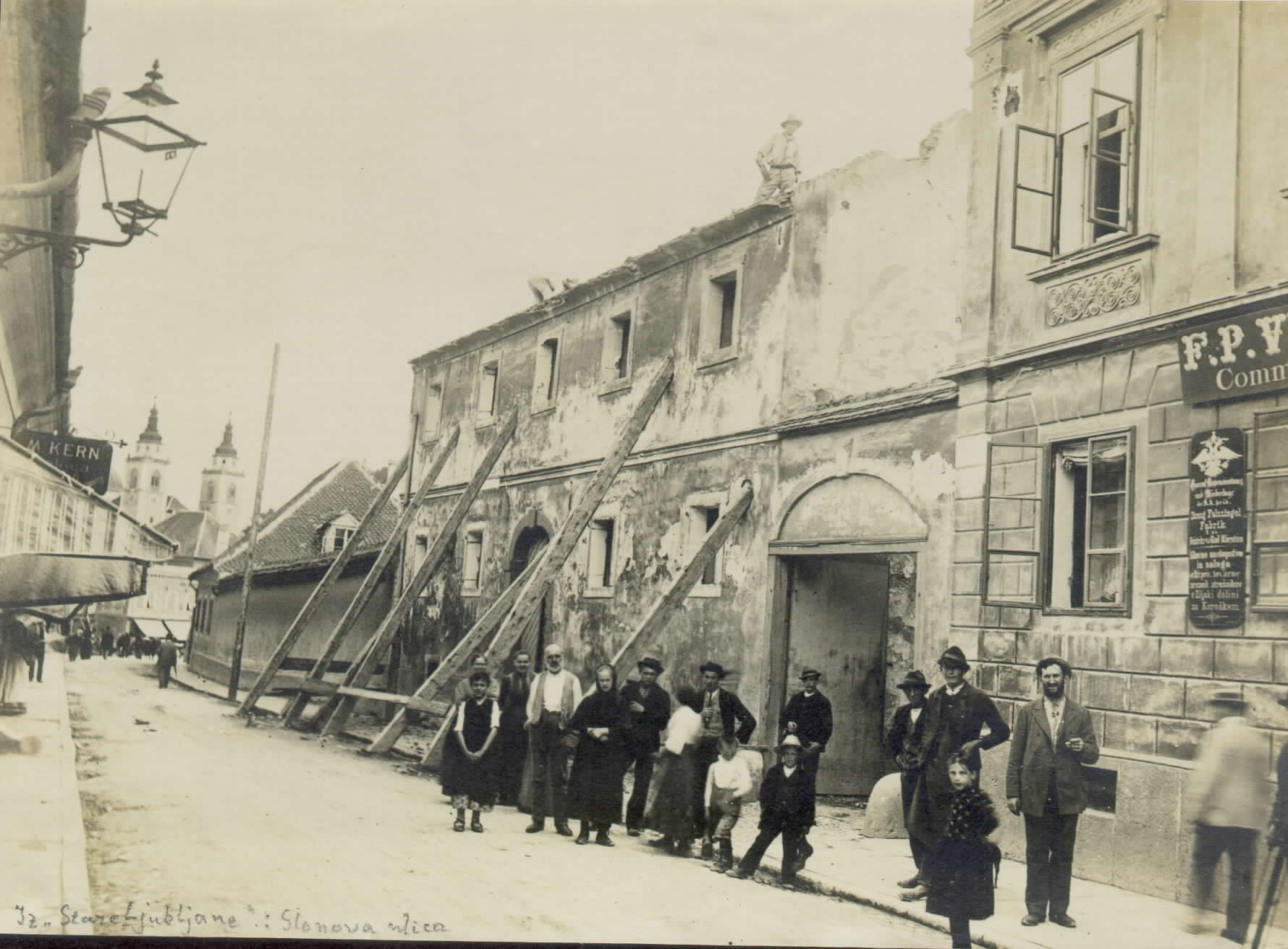
Laibach nach dem Erdbeben

- 14. April: Beim Erdbeben von Laibach 1895 wird die Hauptstadt des Herzogtums Krain verwüstet. Das Erdbeben mit einer Epizentralintensität von 8 bis 9 Grad löst Panik auch in Opatija, Rijeka und Triest aus und ist bis nach Südtirol und Wien zu spüren. Die genaue Opferzahl ist unbekannt. Als Folge wird an der Kaiserlichen Akademie der Wissenschaften in Wien eine eigene „Erdbebenkommission“ eingerichtet.
- 27. April: Die Mauer des Stausees Bouzey (Frankreich) bricht. Die Katastrophe hat zwischen 86 und 200 Todesopfer zur Folge.

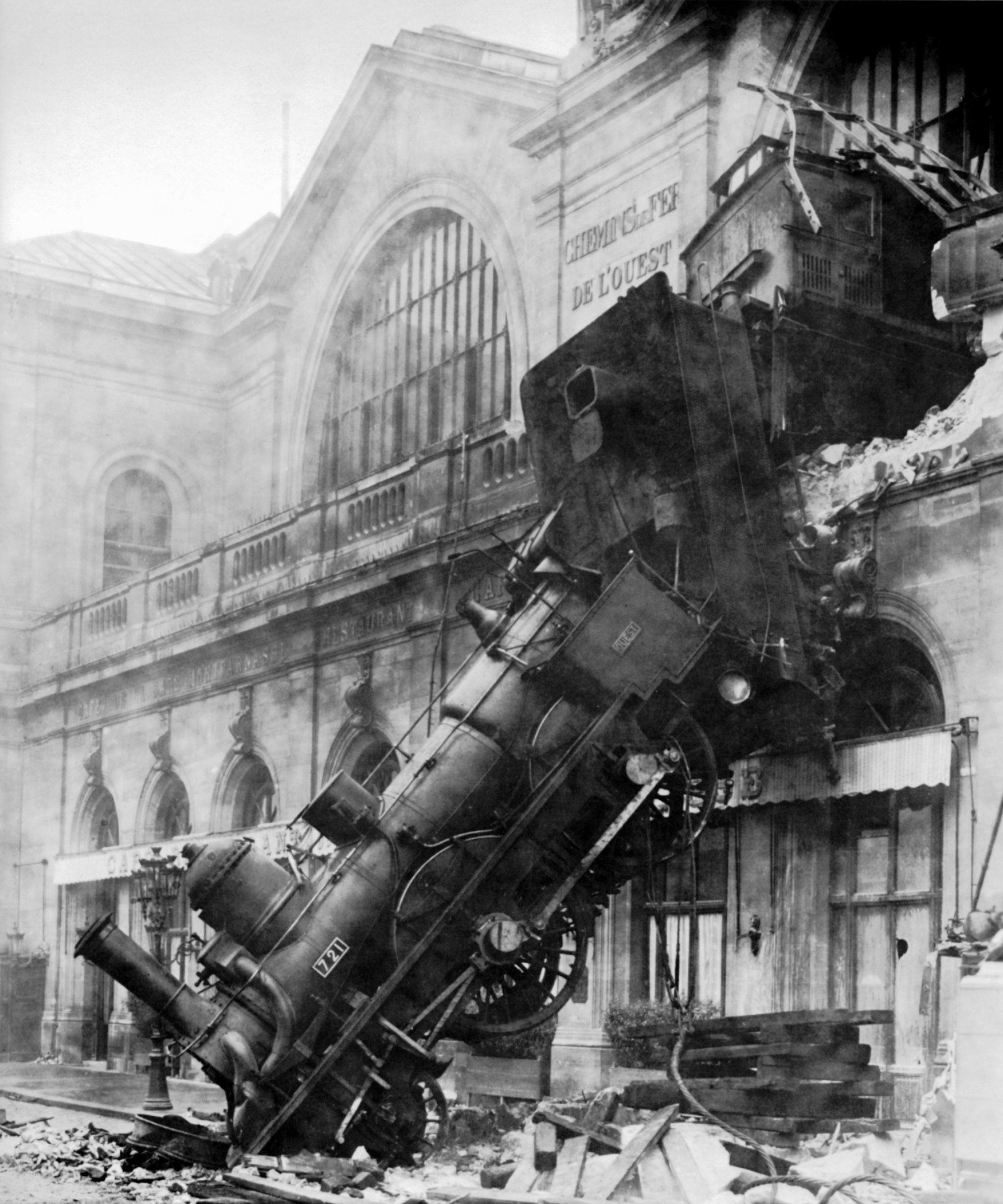
Der verunglückte Zug am Gare Montparnasse

- 22. Oktober: Beim spektakulären Eisenbahnunfall am Gare Montparnasse kommen wie durch ein Wunder keine Reisenden ums Leben. Unten auf der Straße stirbt die Zeitungsfrau Marie-Augustine Aguilard.

### Sport
- 5. Mai: Der frisch gegründete Turnverein Flingern 1895 ist die Keimzelle für Fortuna Düsseldorf.
- 10. Mai: Der Dortmunder SC 95 wird gegründet.
- Sommer: In Hastings wird das erste Hastings-Schachturnier abgehalten. Überraschungssieger ist der US-Amerikaner Harry Nelson Pillsbury. Wilhelm Steinitz wird bei dem Turnier – gemeinsam mit Weltmeister Emanuel Lasker – nur Dritter, obwohl er mit der Partie Steinitz – von Bardeleben, Hastings 1895 gegen Curt von Bardeleben nach eigener Einschätzung die beste Partie seines Lebens spielt.
- 15. Dezember: Der FuCC Eintracht Braunschweig wird gegründet.
- verm. Dezember: William G. Morgan, Sportlehrer in Holyoke, entwickelt das Spiel Mintonette als sanftere Alternative zum 1891 erfundenen Basketball. Unter dem Namen Volleyball wird es in den nächsten Jahren zu einem weltweit beliebten Sport.

## Geboren

### Januar
- 01. Januar: J. Edgar Hoover, Begründer und Direktor des Federal Bureau of Investigation (FBI) († 1972)
- 01. Januar: Gustav Schickedanz, deutscher Fabrikant und Unternehmer († 1977)
- 02. Januar: Folke Bernadotte, schwedischer Offizier, Vizepräsident des schwedischen Roten Kreuzes († 1948)
- 03. Januar: Borys Ljatoschynskyj, ukrainischer Komponist († 1968)
- 04. Januar: Leroy Grumman, US-amerikanischer Konstrukteur und Flugzeugbauer († 1982)
- 04. Januar: Lourens Gerhard Marinus Baas Becking, niederländischer Botaniker und Mikrobiologe († 1963)
- 05. Januar: Albert Marier, kanadischer Sänger († 1971)
- 07. Januar: Väinö Auer, finnischer Geologe und Geograph († 1981)
- 07. Januar: Clara Haskil, rumänische Pianistin († 1960)
- 07. Januar: Melchior Vischer, deutscher Schriftsteller († 1975)
- 08. Januar: Béla Zsolt, ungarischer Schriftsteller und Journalist († 1949)
- 10. Januar: Percy Cerutty, australischer Leichtathletiktrainer († 1975)
- 10. Januar: Rudolf Kohl, deutscher Politiker († 1964)
- 10. Januar: Kadish Luz, israelischer Politiker, Landwirtschaftsminister, Sprecher der Knesset († 1972)
- 10. Januar: Fritz Schachermeyr, österreichischer Althistoriker († 1987)
- 11. Januar: Laurens Hammond, US-amerikanischer Erfinder der Hammondorgel († 1973)
- 13. Januar: Abraham Binder, US-amerikanischer Komponist († 1966)
- 14. Januar: Rüdiger Schleicher, deutscher Widerstandskämpfer gegen den Nationalsozialismus († 1945)
- 15. Januar: Henri Anet, schweizerischer Politiker († 1983)
- 15. Januar: Artturi Ilmari Virtanen, finnischer Biochemiker und Nobelpreisträger († 1973)
- 17. Januar: John Duff, kanadischer Automobilrennfahrer († 1958)
- 17. Januar: Hugo Karpf, deutscher Politiker († 1994)
- 17. Januar: Francesco Mattea, italienischer Fußballschiedsrichter († 1973)
- 18. Januar: Johannes Mattfeld, deutscher Botaniker († 1951)
- 19. Januar: Ernst Hoferichter, deutscher (bayerischer) Schriftsteller († 1966)
- 20. Januar: Walter Bock, deutscher Chemiker († 1948)
- 20. Januar: Eva Jessye, US-amerikanische Chordirigentin und Komponistin († 1992)
- 21. Januar: Cristóbal Balenciaga, spanischer Modedesigner der Haute Couture († 1972)
- 21. Januar: Hans Carl Nipperdey, deutscher Jurist († 1968)
- 23. Januar: Harry Darby, US-amerikanischer Politiker († 1987)
- 23. Januar: Lorenzo Raimundo Parodi, argentinischer Agraringenieur und Botaniker († 1966)
- 24. Januar: Albert Divo, französischer Automobilrennfahrer († 1966)
- 24. Januar: Eugen Roth, deutscher Lyriker und populärer Dichter († 1976)
- 24. Januar: Albin Zollinger, Schweizer Schriftsteller († 1941)
- 25. Januar: Eduard Imhof, Schweizer Kartograf († 1986)
- 25. Januar: Heinrich Landahl, Hamburger Schulsenator († 1971)
- 25. Januar: Paolo Marella, italienischer Kardinal der römisch-katholischen Kirche († 1984)
- 26. Januar: Amos Arbour, kanadischer Eishockeyspieler († 1943)
- 27. Januar: Harry Ruby, US-amerikanischer Drehbuchautor, Komponist und Texter († 1974)
- 30. Januar: Marianne Goltz-Goldlust, österreichische Schauspielerin, Gerechte unter den Völkern († 1943)
- 30. Januar: Wilhelm Gustloff, Landesgruppenleiter der NSDAP-Auslandsorganisation in der Schweiz († 1936)

### Februar
- 02. Februar: George Halas, US-amerikanischer American-Football-Spieler, -Trainer und Besitzer eines NFL-Teams († 1983)
- 02. Februar: Hans Möbius, deutscher Archäologe († 1977)
- 04. Februar: Karl Diedrichsen, deutscher Politiker und MdB († 1959)
- 06. Februar: Franz Radziwill, deutscher Maler († 1983)
- 06. Februar: George Herman Ruth, deutschstämmiger US-amerikanischer Baseballspieler († 1948)
- 06. Februar: Sepp Allgeier, deutscher Kameramann und Fotograf († 1968)
- 06. Februar: Ferdinand Peroutka, tschechischer Schriftsteller, Dramaturg und Publizist († 1978)
- 06. Februar: Kurt Wolff, deutscher Jagdflieger im Ersten Weltkrieg († 1917)
- 07. Februar: Irving A. Aaronson, US-amerikanischer Jazz-Pianist und Bandleader († 1963)
- 07. Februar: Fritz Lattke, deutscher Maler († 1980)
- 08. Februar: Fedele Azari, italienischer Flugzeugpilot sowie Schriftsteller und Maler des Futurismus († 1930)
- 08. Februar: Chorloogiin Tschoibalsan, mongolischer kommunistischer Politiker († 1952)
- 09. Februar: Fjodor Alexandrowitsch Ozep, russischer Filmregisseur und Drehbuchautor († 1949)
- 09. Februar: Hermann Brill, deutscher Politiker, Widerstandskämpfer gegen den Nationalsozialismus († 1959)
- 09. Februar: Dutch Sternaman, US-amerikanischer American-Football-Spieler und -funktionär († 1973)
- 09. Februar: Max Valier, Südtiroler Schriftsteller, Astronom und Raketenbau-Pionier († 1930)
- 10. Februar: Edmond Gaujac, französischer Komponist und Musikpädagoge († 1962)
- 10. Februar: Hans Gustav Röhr, deutscher Automobilpionier († 1937)
- 12. Februar: Thorleif Auerdahl, norwegischer Lyriker († 1918)
- 12. Februar: Abraham Bailey, US-amerikanischer Baseballspieler († 1939)
- 12. Februar: Kristian Djurhuus, färöischer Politiker († 1984)
- 14. Februar: Alexander Alexandrowitsch Mikulin, sowjetischer Triebwerkskonstrukteur († 1985)

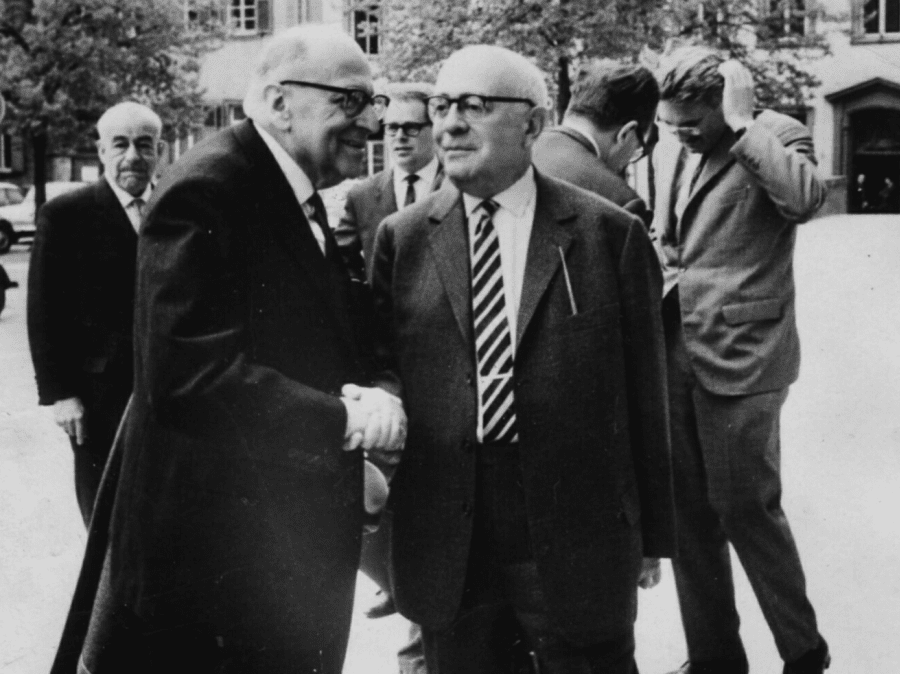
Horkheimer (links) mit Theodor W. Adorno (vorne rechts), 1964

- 14. Februar: Max Horkheimer, deutscher Philosoph und Soziologe († 1973)
- 15. Februar: Wilhelm Burgdorf, deutscher Militär († 1945)
- 15. Februar: Franz Wittmann, deutscher Politiker († 1975)
- 16. Februar: Franz Böhm, deutscher Jurist, Politiker und Ökonom († 1977)
- 16. Februar: Hermann Krawinkel, deutscher Jurist († 1975)
- 17. Februar: Franz Overkott, deutscher Heimatforscher († 1983)
- 18. Februar: Bernard Clouet, französischer Automobilrennfahrer († 1947)
- 18. Februar: Pete Henderson, kanadischer Automobilrennfahrer († 1940)
- 18. Februar: Hermann Florstedt, SS-Standartenführer und Lagerkommandant des KZ Majdanek († unbekannt)
- 18. Februar: Gustav von Wangenheim, deutscher Schauspieler und Regisseur († 1975)
- 19. Februar: Louis Calhern, US-amerikanischer Schauspieler († 1956)
- 19. Februar: Esther Fahmy Wissa, ägyptische Frauenrechtlerin († 1990)
- 20. Februar: Karl Pinnow, deutscher Widerstandskämpfer gegen den Nationalsozialismus († 1942)
- 20. Februar: Louis Zborowski, britischer Automobilrennfahrer und -ingenieur († 1924)
- 21. Februar: Erich Knauf, deutscher Journalist, Schriftsteller und Liedtexter († 1944)
- 21. Februar: Henrik Dam, dänischer Biochemiker, Nobelpreisträger († 1976)
- 21. Februar: Emil Stepanek, österreichischer Filmarchitekt († 1945)
- 22. Februar: Erwin Jürgens, deutscher Politiker († 1974)
- 22. Februar: Henri Lacroix, kanadischer Mundharmonikaspieler († 1962)
- 22. Februar: Víctor Raúl Haya de la Torre, peruanischer Politiker, Gründer der APRA († 1979)
- 23. Februar: Kyriena Siloti, US-amerikanische Musikpädagogin († 1989)
- 24. Februar: Nat W. Finston, US-amerikanischer Komponist und Dirigent († 1979)
- 24. Februar: Wsewolod Wjatscheslawowitsch Iwanow, russischer Schriftsteller († 1963)
- 25. Februar: Reinhold Bicher, deutscher Maler und Graphiker († 1975)
- 25. Februar: Werner Zech, deutscher General († 1981)
- 28. Februar: Herbert Bellmer, deutscher Lehrer und Schriftsteller († 1950)
- 28. Februar: Marcel Pagnol, französischer Schriftsteller, Dramaturg und Regisseur († 1974)

### März
- 02. März: Tage Aurell, schwedischer Schriftsteller, Drehbuchautor, Journalist und Übersetzer († 1976)
- 02. März: Emilio Azcárraga Vidaurreta, mexikanischer Medienunternehmer († 1972)
- 03. März: Ragnar Anton Kittil Frisch, norwegischer Ökonom († 1973)
- 03. März: Adolf Nilsen, norwegischer Ruderer († 1983)
- 03. März: Matthew B. Ridgway, US-amerikanischer General († 1993)
- 04. März: Bjarne Brustad, norwegischer Geiger, Bratscher und Komponist († 1978)
- 04. März: Shemp Howard, US-amerikanischer Komiker, Mitglied in der Komikergruppe The Three Stooges († 1955)
- 04. März: August Oberhauser, Schweizer Fußballspieler († 1971)
- 05. März: Sigfrid Vilhelm Arnell, schwedischer Botaniker († 1970)
- 05. März: Fritz Usinger, deutscher Schriftsteller († 1982)
- 06. März: Anneliese   Umlauf-Lamatsch, österreichische Schriftstellerin († 1962)
- 07. März: Juan José Castro, argentinischer Komponist († 1968)
- 07. März: Hugo Tetrode, niederländischer Naturwissenschaftler († 1931)
- 09. März: Isobel Baillie, schottische Sopranistin († 1983)
- 09. März: Adolf Scheibe, deutscher Ingenieur und Erfinder, Entwickler der Quarzuhr in Deutschland († 1958)
- 10. März: Fritz Koelle, deutscher Bildhauer († 1953)
- 11. März: Elisabeth von Hessen-Darmstadt, Prinzessin von Hessen und bei Rhein († 1903)
- 11. März: Hans Drexler, deutscher Altphilologe († 1984)
- 11. März: Fritz Loewe, deutscher Meteorologe und Polarforscher († 1974)
- 12. März: Otakar Batlička, tschechischer Schriftsteller, Widerstandskämpfer, Weltenbummler († 1942)
- 13. März: Luigi Cevenini, italienischer Fußballspieler († 1968)
- 13. März: Vardis Fisher, US-amerikanischer Schriftsteller († 1968)
- 15. März: Virgil Chapman, US-amerikanischer Politiker († 1951)
- 15. März: Albert Finck, deutscher Politiker († 1956)
- 15. März: Enrico Marone Cinzano, italienischer Unternehmer und Fußballfunktionär († 1968)
- 16. März: José Gabriel Anaya y Diez de Bonilla, mexikanischer Bischof von Zamora († 1976)
- 17. März: Gottlob Müller, deutscher General († 1945)
- 18. März: Wilhelm Rexrodt, deutscher Politiker († 1969)
- 18. März: Walter Rheiner, deutscher Dichter und Schriftsteller († 1925)
- 18. März: Otakar Votík, tschechoslowakischer Ruderer († 1972)
- 19. März: Ion Barbu, rumänischer Schriftsteller und Mathematiker († 1961)
- 19. März: Ernst August Farke, deutscher Politiker († 1975)
- 20. März: Robert Benoist, französischer Widerstandskämpfer und Automobilrennfahrer († 1944)
- 20. März: Albert Hensel, deutscher Widerstandskämpfer († 1942)
- 21. März: Emilio Capacetti, puerto-ricanischer Sänger († 1983)
- 21. März: Joseph Panholzer, deutscher Politiker († 1973)
- 23. März: Edna Mayo, US-amerikanische Filmschauspielerin († 1970)
- 25. März: Edmund Horton, US-amerikanischer Bobsportler († 1944)
- 27. März: Erich Abraham, deutscher Offizier († 1971)
- 28. März: Christian Herter, US-amerikanischer Politiker († 1966)
- 29. März: Ernst Jünger, deutscher Schriftsteller und Publizist († 1998)
- 29. März: Théodore Ribail, französischer Automobilrennfahrer († 1942)
- 30. März: Josef Bürckel, deutscher Lehrer, Gauleiter des Gaus Saarpfalz († 1944)
- 30. März: Jean Giono, französischer Schriftsteller und Erzähler († 1970)
- 30. März: Carl Lutz, Schweizer Diplomat († 1975)
- 31. März: Otto Griebel, deutscher Maler († 1972)
- 31. März: John Jay McCloy, US-amerikanischer Hoher Kommissar in Deutschland († 1989)
- 00. März: Maurice Harvey, britischer Automobilrennfahrer († 1936)

### April
- 01. April: Alexander Craig Aitken, neuseeländischer Mathematiker († 1967)
- 02. April: Georg Baur, deutscher Politiker († 1975)
- 03. April: Mario Castelnuovo-Tedesco, italienischer Komponist († 1968)
- 03. April: Fritz Reinhardt, deutscher Staatssekretär im Finanzministerium während der NS-Zeit († 1969)
- 03. April: Luigi Traglia, italienischer römisch-katholischer Kardinal († 1977)
- 04. April: Bruno Beye, deutscher Maler und Graphiker († 1976)
- 04. April: Helen Dore Boylston, US-amerikanische Schriftstellerin († 1984)
- 04. April: Fritz Gribi, Schweizer Lehrer und Bühnenautor († 1961)
- 06. April: Erich Abberger, deutscher Offizier († 1988)
- 06. April: Dudley Nichols, US-amerikanischer Drehbuchautor († 1960)
- 09. April: Michel Simon, französischer Schauspieler († 1975)
- 09. April: Rudolf Kattnigg, österreichischer Komponist, Pianist und Dirigent († 1955)
- 10. April: Kurt Meyer-Eberhardt, deutscher Maler und Radierer († 1977)
- 11. April: Felix Aber, deutsch-amerikanischer Rabbiner († 1964)
- 11. April: Friedrich Pruss von Zglinicki, deutscher Schriftsteller, Illustrator und Comiczeichner († 1986)
- 12. April: Lucie Adelsberger, deutsche Medizinerin († 1971)
- 12. April: Giovanni Panico, italienischer Kardinal der römisch-katholischen Kirche († 1962)
- 12. April: Robert Mulka, SS-Obersturmführer und Adjutant des Kommandeurs im KZ Auschwitz († 1969)
- 13. April: Maximilian Eugen von Österreich, österreichischer Erzherzog († 1952)
- 14. April: Wiktor Łabuński, polnisch-amerikanischer Komponist, Pianist und Musikpädagoge († 1974)
- 14. April: Anton Reinthaller, Gutsbesitzer und Politiker († 1958)
- 15. April: Clark McConachy, neuseeländischer Snookerspieler und Weltmeister im Englisch-Billiards († 1980)
- 16. April: Ove Arup, britisch-dänisch-norwegischer Ingenieur († 1988)
- 16. April: Mischa Mischakoff, Geiger und Musikpädagoge ukrainischer Herkunft († 1981)
- 16. April: Karl Nielsen, dänischer Pfarrer, Schriftsteller, Dramatiker, Debattenredner, Herausgeber von Büchern und Zeitschriften († 1979)
- 17. April: Wilhelm Ahlmann, deutscher Bankier († 1944)
- 18. April: Michael Felke, deutscher Unternehmer († 1977)
- 19. April: Anton Pieck, niederländischer Maler, Zeichner und Grafiker († 1987)
- 19. April: Herman Roosdorp, niederländisch-belgischer Automobilrennfahrer († 1965)
- 20. April: Henry de Montherlant, französischer Schriftsteller († 1972)
- 22. April: František Korte, tschechischer Komponist († 1962)
- 23. April: John Ainsworth-Davis, britischer Sprinter († 1976)
- 23. April: Mary Jane Carr, US-amerikanische Journalistin und Schriftstellerin († 1988)
- 23. April: Ngaio Marsh, neuseeländische Krimi-Schriftstellerin († 1982)
- 25. April: Elly Linden, deutsche Politikerin († 1987)
- 25. April: Stanley Rous, britischer Sportfunktionär, Präsident des Weltfußballverbandes FIFA († 1986)
- 27. April: Eduard Henneberger, Schweizer Pianist und Komponist († 1966)
- 27. April: Pedro Rebolledo, panamaischer Komponist († 1963)
- 28. April: Werner Bartz, deutscher Luftwaffenoffizier und -analytiker († 1967)
- 29. April: Malcolm Sargent, englischer Dirigent († 1967)
- 29. April: Wladimir Jakowlewitsch Propp, russischer Folklorist († 1970)
- 29. April: Léon Savary, Schweizer Schriftsteller und Journalist. († 1968)

### Mai
- 01. Mai: Nikolai Jeschow, Chef der sowjetischen Geheimpolizei NKWD († 1940)
- 01. Mai: Leo Sowerby, US-amerikanischer Komponist († 1968)
- 02. Mai: Wilm Hosenfeld, deutscher Militär († 1952)
- 02. Mai: Alfred Kurella, deutscher Schriftsteller und Kulturfunktionär der SED in der DDR († 1975)
- 03. Mai: Bettina Encke von Arnim, deutsche Malerin († 1971)
- 04. Mai: Lore Feldberg-Eber, deutsche Malerin († 1966)
- 04. Mai: Cornelius Van Til, niederländisch-US-amerikanischer presbyterianischer Pastor, Professor für Apologetik und Autor († 1987)

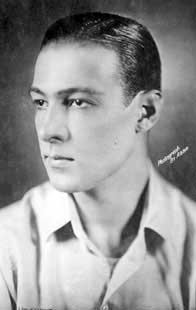
Rudolph Valentino

- 06. Mai: Rudolph Valentino, italienischer Schauspieler († 1926)
- 08. Mai: Charles L. Bolte, US-amerikanischer Offizier, General der US Army († 1989)
- 08. Mai: James Howard Kindelberger, US-amerikanischer Manager in der Flugzeugindustrie († 1962)
- 08. Mai: Georg Muche, deutscher Maler und Graphiker († 1987)
- 08. Mai: Willy Zick, deutscher Jagdflieger, Motorradrennfahrer und Unternehmer († 1972)
- 11. Mai: Robert Fuchs, deutscher Generalmajor († 1977)
- 11. Mai: Will-Erich Peuckert, deutscher Volkskundler und Schriftsteller († 1969)
- 12. Mai: William Francis Giauque, US-amerikanischer Chemiker († 1982)
- 12. Mai: Jiddu Krishnamurti, indischer Philosoph († 1986)
- 13. Mai: Traugott Meyer, Schweizer Dichter und Schriftsteller († 1959)
- 13. Mai: Larissa Reissner, sowjetische Schriftstellerin († 1926)
- 13. Mai: Heinrich XLV. Reuß j. L., Oberhaupt des Gesamthauses Reuß († vermutlich 1945)
- 13. Mai: William B. Umstead, US-amerikanischer Politiker († 1954)
- 14. Mai: Otto Bräutigam, deutscher Jurist und Diplomat († 1992)
- 14. Mai: Maurice Lehmann, französischer Theater- und Filmregisseur, Theaterleiter, Produzent und Schauspieler († 1974)
- 15. Mai: Prescott Bush, US-amerikanischer Politiker († 1972)
- 16. Mai: Emanuel Kaláb, tschechischer Militärkapellmeister, Dirigent und Komponist († 1982)
- 17. Mai: Jean Treunet, französischer Automobilrennfahrer († 1980)
- 17. Mai: Georg Winter, deutscher Fußballspieler († unbekannt)
- 17. Mai: Georg Wulf, deutscher Flugpionier und Flugzeugbauer († 1927)
- 18. Mai: Augusto César Sandino, Guerillaführer gegen die US-Besatzung in Nicaragua († 1934)
- 19. Mai: Emil Bock, deutscher Priester, Anthroposoph und Schriftsteller († 1959)
- 19. Mai: Albert Hay Malotte, US-amerikanischer Musiker, Komponist († 1964)
- 19. Mai: Jean Sachot, französischer Automobilrennfahrer († 1986)
- 21. Mai: Lázaro Cárdenas del Río, von 1934 bis 1940 Präsident von Mexiko († 1970)
- 21. Mai: Nikifor, polnischer Maler († 1968)
- 22. Mai: Friedrich Ablass, deutscher Politiker († 1949)
- 22. Mai: Agop Dilâçar, türkischer Professor und Turkologe († 1979)
- 23. Mai: Cäsar von Arx, Schweizer Dramatiker († 1949)
- 24. Mai: Marcel Janco, rumänischer Künstler und Schriftsteller († 1984)
- 25. Mai: Clara Porset, kubanische Möbeldesignerin und Innenarchitektin († 1981)
- 26. Mai: Dorothea Lange, US-amerikanische Dokumentarfotografin († 1965)
- 26. Mai: Tanikawa Tetsuzō, japanischer Philosoph († 1989)
- 27. Mai: Paul Bausch, deutscher Politiker († 1981)
- 27. Mai: Otto Katz, tschechoslowakischer Autor und Agent der Sowjetunion († 1952)
- 28. Mai: Yvonne Hubert, kanadische Pianistin und Musikpädagogin († 1988)
- 28. Mai: Samuel D. Jackson, US-amerikanischer Politiker († 1951)
- 28. Mai: Rudolph Minkowski, deutsch-US-amerikanischer Astrophysiker († 1976)
- 28. Mai: Bronisław Pieracki, polnischer Politiker und Offizier († 1934)

### Juni
- 01. Juni: Tadeusz Komorowski, Oberbefehlshaber der polnischen Heimatarmee († 1966)
- 02. Juni: Tibor Radó, ungarischer Mathematiker († 1965)
- 02. Juni: William Guy Carr, kanadischer Offizier und Schriftsteller († 1959)
- 03. Juni: Zoltan Korda, ungarisch-britischer Regisseur († 1961)
- 04. Juni: Alfred Comte, Schweizer Flugpionier und Flugzeugbauer († 1965)
- 04. Juni: George Stevenson Wallace, australischer Komiker und Schauspieler († 1960)
- 04. Juni: Fritz Weber, österreichischer Schriftsteller und Erzähler († 1972)
- 05. Juni: George Grant Blaisdell, US-amerikanischer Erfinder und Ingenieur († 1978)
- 05. Juni: William Boyd, US-amerikanischer Schauspieler († 1972)
- 05. Juni: Heinrich Kreipe, Generalmajor im Zweiten Weltkrieg († 1976)
- 07. Juni: Wilhelm Gülich, deutscher Politiker († 1960)
- 08. Juni: Ike Armstrong, US-amerikanischer American-Football-Trainer († 1983)
- 08. Juni: Séverin Moisse, kanadischer Pianist, Komponist und Musikpädagoge († um 1965)
- 09. Juni: Kurt Zeitzler, deutscher Militär († 1963)
- 10. Juni: William C. Feazel, US-amerikanischer Politiker, Senator und unabhängiger Öl- und Gasproduzent († 1965)
- 10. Juni: Immanuel Velikovsky, russischstämmiger Arzt, Psychoanalytiker und Autor († 1979)
- 11. Juni: Fritz Sternberg, deutscher Ökonom, marxistischer Theoretiker und sozialistischer Politiker († 1963)
- 11. Juni: Nikolai Alexandrowitsch Bulganin, sowjetischer Staatsmann († 1975)
- 12. Juni: Eugénie Brazier, französische Köchin († 1977)
- 13. Juni: Antonio Mesa, dominikanischer Sänger († 1949)
- 14. Juni: Karl Heinz Abshagen, deutscher Jurist, Journalist, Reiseschriftsteller und Biograf († 1976)
- 14. Juni: Jack Adams, kanadischer Eishockeyspieler und -trainer († 1968)
- 15. Juni: Paul Giesler, deutscher Politiker, bayerischer Ministerpräsident († 1945)
- 16. Juni: Alojzy Adamczyk, polnischer Widerstandskämpfer († 1940)
- 17. Juni: Charles Brunet, französischer Autorennfahrer († 1949)
- 17. Juni: Slavko Osterc, slowenischer Komponist († 1941)
- 17. Juni: Ruben Rausing, schwedischer Erfinder und Unternehmer († 1983)
- 17. Juni: Sam Wooding, US-amerikanischer Jazz-Pianist, -Arrangeur und -Bandleader († 1985)
- 19. Juni: Constant Pieterse, niederländischer Ruderer († 1992)
- 19. Juni: Otto Josef Schlein, deutscher Arzt († 1944)
- 19. Juni: Ernst Schwarz, sudetendeutscher Germanist und Historiker († 1983)
- 21. Juni: Přemysl Pitter, tschechischer Pädagoge und Humanist († 1976)
- 21. Juni: Lili Schultz, deutsche bildende Künstlerin († 1970)
- 21. Juni: John W. Snyder, US-amerikanischer Finanzminister († 1985)
- 23. Juni: Felix Maria Ghebre Amlak, äthiopischer Priester († 1934)
- 23. Juni: Joseph Vogt, deutscher Althistoriker († 1986)
- 24. Juni: Jack Dempsey, US-amerikanischer Boxer († 1983)
- 25. Juni: Marguerite de Beaumont, Schweizer Schwester der reformierten Frauengemeinschaft Communauté de Grandchamp († 1986)
- 27. Juni: Eux Stocke, deutscher Unternehmer († 1992)
- 28. Juni: Hans Sutor, deutscher Fußballspieler († 1976)
- 28. Juni: Kazimierz Sikorski, polnischer Komponist († 1986)
- 29. Juni: Léon Roche, französischer Politiker und Widerstandskämpfer († 1944)
- 30. Juni: Juan Armet de Castellví, spanischer Fußballspieler und -trainer († 1956)
- 30. Juni: Enrique Bertrix, chilenischer Maler († 1915)

### Juli
- 01. Juli: Otto von Auwers, deutscher Physiker († 1949)
- 02. Juli: Hans Beimler, deutscher Politiker, MdR und politischer Kommissar († 1936)
- 05. Juli: Gordon Jacob, englischer Komponist, Dirigent, Arrangeur und Musiklehrer († 1984)
- 05. Juli: Marius Mestivier, französischer Automobilrennfahrer († 1925)
- 07. Juli: Otto Ziegler, deutscher Politiker († 1956)
- 07. Juli: William Borm, deutscher Politiker und DDR-Agent († 1987)
- 08. Juli: Adolf Franz Samwer, deutscher Politiker († 1958)
- 08. Juli: Heinrich Fischer, deutscher Politiker († 1973)
- 08. Juli: Hubert Materlik, deutscher Widerstandskämpfer gegen den Nationalsozialismus und KPD-Politiker († 1944)
- 08. Juli: Annemarie Süchting-Koenemann, deutsche Malerin, Grafikerin, Bildhauerin und Schriftstellerin († 1988)
- 08. Juli: Igor Jewgenjewitsch Tamm, russischer Physiker († 1971)

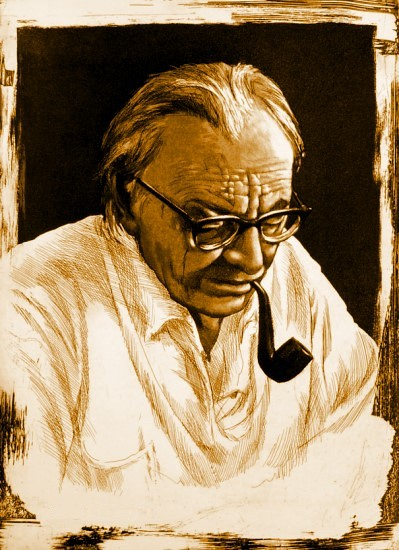
Carl Orff

- 10. Juli: Carl Orff, deutscher Komponist († 1982)
- 10. Juli: Nahum Goldmann, in Russland geborener israelischer Politiker, Gründer und Präsident des Jüdischen Weltkongresses († 1982)
- 10. Juli: Gösta Törner, schwedischer Turner († 1971)
- 12. Juli: Richard Buckminster Fuller, US-amerikanischer Architekt, Designer und Schriftsteller († 1983)
- 12. Juli: Kirsten Flagstad, norwegische Sängerin (Sopran) († 1962)
- 12. Juli: Oscar Hammerstein, US-amerikanischer Produzent und Musicalautor († 1960)
- 13. Juli: Bradley Kincaid, US-amerikanischer Folk- und Old-Time-Musiker († 1989)
- 13. Juli: Carlo Speroni, italienischer Langstreckenläufer († 1969)
- 14. Juli: Hans Pössenbacher, deutscher Schauspieler († 1979)
- 15. Juli: Hans-Georg von Friedeburg, deutscher Admiral († 1945)
- 17. Juli: Hermann Sasse, lutherischer Theologe in Deutschland und Australien († 1976)
- 18. Juli: Friedrich Amreich, deutscher Politiker († 1945)
- 18. Juli: George R. Kelly, US-amerikanischer Gangster († 1954)
- 19. Juli: Xu Beihong, chinesischer Maler († 1953)
- 20. Juli: Anton Arland, deutscher Pflanzenbauwissenschaftler († 1975)
- 20. Juli: László Moholy-Nagy, ungarisch-US-amerikanischer Maler und Fotograf († 1946)
- 20. Juli: W. Chapman Revercomb, US-amerikanischer Politiker († 1979)
- 22. Juli: Hans Rosbaud, österreichischer Dirigent († 1962)
- 22. Juli: Pawel Ossipowitsch Suchoi, russischer Flugzeugkonstrukteur († 1975)
- 23. Juli: Aileen Pringle, US-amerikanische Schauspielerin († 1989)
- 24. Juli: Otto Engert, deutscher kommunistischer Politiker († 1945)
- 24. Juli: Robert Graves, britischer Schriftsteller und Dichter († 1985)
- 25. Juli: Rudolph Eugen Arbesmann, US-amerikanischer Klassischer Philologe († 1982)
- 25. Juli: Anna Klöcker, deutsche Politikerin und MdL († 1977)
- 26. Juli: Jankel Adler, polnischer Maler und Graveur († 1949)
- 27. Juli: Walter Scheidt, deutscher Anthropologe, Professor am Anthropologischen Institut der Universität Hamburg († 1976)
- 27. Juli: Paul Wanner, deutscher Schriftsteller († 1990)
- 30. Juli: Alfred Adolph, deutscher Politiker († 1959)
- 31. Juli: Sophie Antoniadis, griechische Neogräzistin († 1972)

### August
- 01. August: Walther Bringolf, Schweizer Politiker († 1981)
- 06. August: Ernesto Lecuona, kubanischer Komponist und Musiker († 1963)
- 06. August: Johann Frers, deutscher Chemiker († 1952)
- 07. August: Willy Andreessen, deutscher nationalsozialistischer Funktionär
- 09. August: Franz Schafheitlin, deutscher Film-Schauspieler († 1980)
- 09. August: Hellmuth Heye, deutscher Admiral und Politiker († 1970)
- 12. August: Walter „Kid“ Smith, US-amerikanischer Old-Time-Musiker († 1977)
- 14. August: Arnold Freiherr von Vietinghoff-Riesch, deutscher Forstwissenschaftler und Naturschützer († 1962)
- 15. August: Karl Drewes, deutscher General († 1958)
- 16. August: Albert Cohen, Schweizer Schriftsteller († 1981)
- 16. August: Jacinto Guerrero, spanischer Komponist († 1951)
- 16. August: Liane Haid, österreichische Schauspielerin und Sängerin († 2000)
- 18. August: Julijans Vaivods, lettischer römisch-katholischer Geistlicher, Erzbischof von Riga und Kardinal († 1990)
- 19. August: Arnolt Bronnen, deutschsprachiger Schriftsteller († 1959)
- 20. August: Eberhard Baier, deutscher General († 1983)
- 20. August: Käthe Leichter, österreichische Gewerkschafterin und Autorin († 1942)
- 21. August: Armand Gagnier, kanadischer Klarinettist und Dirigent († 1952)
- 21. August: Alexander Pawlowitsch Winogradow, Vizepräsident der Akademie der Wissenschaften der UdSSR († 1975)
- 22. August: Paul White, US-amerikanischer Komponist, Dirigent, Geiger und Musikpädagoge († 1973)
- 23. August: Hans Apel, deutscher Nationalökonom († 1989)
- 24. August: Tuanku Abdul Rahman ibni Almarhum Tuanku Muhammad, malayischer König († 1960)
- 24. August: Fritz Büchner, deutscher Journalist († 1940)
- 24. August: Richard James Cushing, Erzbischof von Boston und Kardinal († 1970)
- 24. August: Victor Halperin, US-amerikanischer Regisseur († 1983)
- 26. August: Earl Long, US-amerikanischer Politiker († 1960)
- 27. August: Heinrich Will, deutscher Kunstmaler († 1943)
- 29. August: Carlo Bigatto, italienischer Fußballspieler und -trainer († 1942)
- 30. August: Eduard Arnold, schweizerischer Politiker und Bundesrichter († 1977)
- 31. August: Eugen Braun, österreichischer Fußballschiedsrichter († 1986)
- 31. August: Karl Fiehler, Politiker der NSDAP und Münchner Oberbürgermeister († 1969)

### September
- 01. September: Edit Angold, deutsche Schauspielerin († 1971)
- 01. September: Hertha Sponer, deutsche Physikerin († 1968)

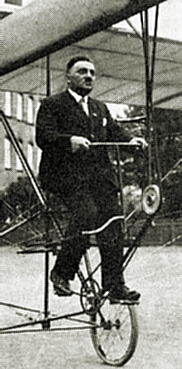
Engelbert Zaschka

- 01. September: Engelbert Zaschka, deutscher Oberingenieur, Erfinder und Hubschrauberpionier († 1955)
- 01. September: Hans Zöberlein, deutscher nationalsozialistischer Schriftsteller († 1964)
- 02. September: Monique Saint-Hélier, Schweizer Schriftstellerin († 1955)
- 02. September: Emil Spiess, Schweizer römisch-katholischer Geistlicher und Pädagoge († 1985)
- 03. September: Noah Lewis, US-amerikanischer Musiker († 1961)
- 03. September: Rudolf Lochner, deutsch-böhmischer Erziehungswissenschaftler und Agitator der sudetendeutschen völkischen Bewegung († 1978)
- 04. September: Nigel Bruce, britischer Schauspieler († 1953)
- 05. September: Meta Seinemeyer, deutsche Sängerin († 1929)
- 06. September: Walter Dornberger, deutscher Ingenieur, Chef des deutschen Raketenwaffen-Programms († 1980)
- 06. September: Charles Duverger, französischer Automobilrennfahrer († 1966)
- 06. September: Robert Fricke, deutscher Chemiker († 1950)
- 06. September: Eugenio Retes, chilenischer Schauspieler und Autor († 1985)
- 07. September: Brian Horrocks, britischer Generalleutnant († 1985)
- 08. September: Julius Lips, deutscher Ethnologe und Rechtssoziologe († 1950)
- 10. September: Leslie Irvin, US-amerikanischer Fallschirmsprungpionier († 1966)
- 11. September: Edmond Grin, Schweizer evangelischer Geistlicher und Hochschullehrer († 1977)
- 13. September: Morris Kirksey, US-amerikanischer Leichtathlet und Olympiasieger († 1981)
- 13. September: Lucía Sánchez Saornil, spanische Schriftstellerin, Feministin und Anarchistin († 1970)
- 14. September: Eugène Daignault, kanadischer Schauspieler und Sänger († 1960)
- 14. September: Robert A. Lovett, US-amerikanischer Politiker († 1986)
- 15. September: Aurelio Giorni, italienisch-amerikanischer Pianist und Komponist († 1938)
- 15. September: Tamara Ramsay, russisch-deutsche Kinderbuchautorin († 1985)
- 16. September: Karol Rathaus, polnischer Komponist († 1954)
- 18. September: Grégoire-Pierre XV. Kardinal Agagianian, 15. Patriarch von Kilikien der armenisch-katholischen Kirche und Kurienkardinal der römischen Kirche († 1971)
- 18. September: John Diefenbaker, kanadischer Politiker (Premierminister) († 1979)
- 19. September: Homer Ruh, US-amerikanischer American-Football-Spieler († 1971)
- 20. September: Hans Rudolf Berndorff, deutscher Journalist und Schriftsteller († 1963)
- 20. September: Walter Dubislav, deutscher Wissenschaftstheoretiker († 1937)
- 20. September: Henri D’Espine, Schweizer evangelischer Geistlicher und Hochschullehrer († 1982)
- 21. September: Juan de la Cierva, spanischer Luftfahrtpionier († 1936)
- 22. September: Fritzmartin Ascher, deutscher Lehrer und Politiker († 1975)
- 22. September: Karl Atzenroth, deutscher Politiker und MdB († 1995)
- 22. September: Paul Muni, US-amerikanischer Schauspieler († 1967)
- 24. September: André Frédéric Cournand, französisch-amerikanischer Mediziner († 1988)
- 25. September: André Chéron, französischer Endspieltheoretiker im Schach († 1980)
- 25. September: Friedrich Gustav Jaeger, deutscher Widerstandskämpfer des 20. Juli 1944 († 1944)
- 26. September: Avni Rustemi, albanischer Pädagoge, Attentäter und Politiker († 1924)
- 26. September: Jürgen Stroop, SS-Gruppenführer, Anführer des Massenmordes im Warschauer Ghetto († 1952)
- 26. September: Oskar Dirlewanger, deutscher Offizier in Armee und Waffen-SS († 1945)
- 27. September: Leslie Cornelius Arends, US-amerikanischer Politiker († 1985)
- 27. September: Woolf Barnato, britischer Finanzier, Automobilrennfahrer und Cricketspieler († 1948)
- 28. September: Prentice Cooper, US-amerikanischer Politiker († 1969)
- 29. September: Clarence Ashley, US-amerikanischer Old-Time- und Folksänger († 1967)
- 29. September: Joseph Banks Rhine, US-amerikanischer Psychologe († 1980)
- 30. September: Alexander Michailowitsch Wassilewski, russischer Heerführer und zweifacher Held der Sowjetunion († 1977)
- 30. September: Lewis Milestone, US-amerikanischer Filmregisseur, Drehbuchautor und Filmproduzent († 1980)

### Oktober
- 01. Oktober: Hans Schweikart, deutscher Regisseur und Schauspieler († 1975)
- 01. Oktober: Walther Steller, deutscher Hochschulprofessor, Germanist und Volkskundler († 1971)
- 02. Oktober: Bud Abbott, US-amerikanischer Schauspieler, Produzent und Comedian († 1974)
- 03. Oktober: Julius Arigi, österreich-ungarischer Jagdflieger († 1981)
- 03. Oktober: George Andrew Lundberg, US-amerikanischer Soziologe († 1966)
- 03. Oktober: Giovanni Comisso, italienischer Schriftsteller († 1969)
- 03. Oktober: Sergei Alexandrowitsch Jessenin, russischer Dichter († 1925)
- 03. Oktober: Theodor Geyr, deutscher Kirchenmaler († 1953)
- 03. Oktober: Josef Thomas, deutscher Politiker, Richter und Widerstandskämpfer († 1975)

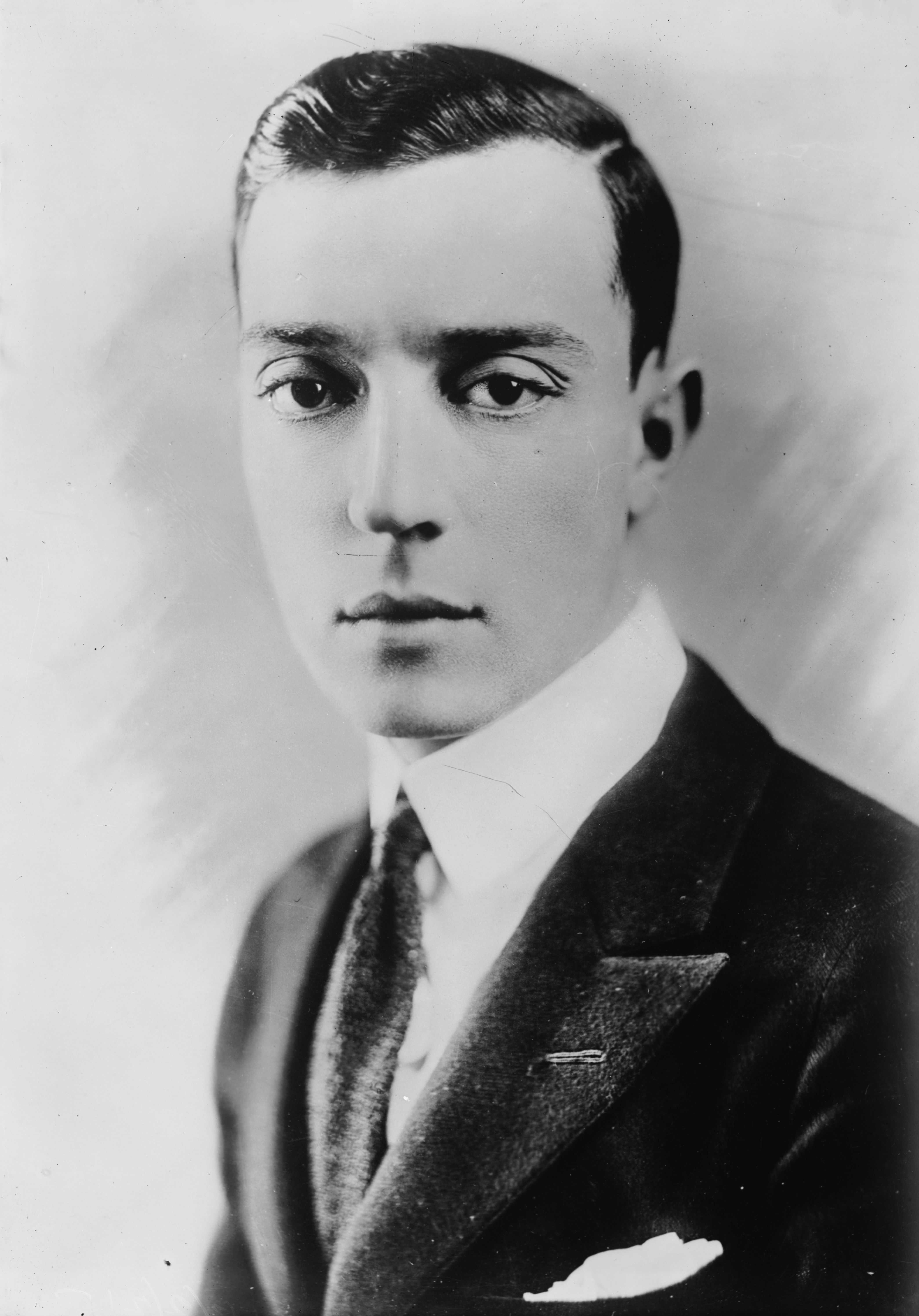
Buster Keaton

- 04. Oktober: Buster Keaton, US-amerikanischer Schauspieler und Regisseur († 1966)
- 04. Oktober: Max Hahn, deutscher Jurist († 1939)
- 04. Oktober: Richard Sorge, deutscher Journalist und Spion für die Sowjetunion in Japan († 1944)
- 04. Oktober: Petán Trujillo, venezolanischer General und Rundfunkdirektor († 1969)
- 05. Oktober: Edmond Bourlier, französischer Automobilrennfahrer († 1936)
- 06. Oktober: Günther Lohmann, deutscher General († 1978)
- 07. Oktober: Hans Bruns, deutscher Autor einer deutschsprachigen Bibelübersetzung († 1971)
- 08. Oktober: Ahmet Zogu, König der Albaner († 1961)

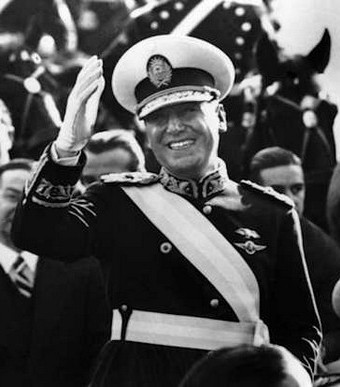
Juan Perón, 1946

- 08. Oktober: Juan Perón, argentinischer Soldat, Politiker und zweimaliger Präsident († 1974)
- 08. Oktober: Lautaro García, chilenischer Maler, Sänger und Dramatiker († 1982)
- 09. Oktober: Carl McKinley, US-amerikanischer Komponist († 1966)
- 10. Oktober: Wolfram Freiherr von Richthofen, deutscher Generalfeldmarschall im Dritten Reich († 1945)
- 11. Oktober: Jakov Gotovac, kroatischer Komponist und Dirigent († 1982)
- 12. Oktober: Henrik Herse, deutscher Dramaturg und Schriftsteller, Angehöriger der Waffen-SS († 1953)

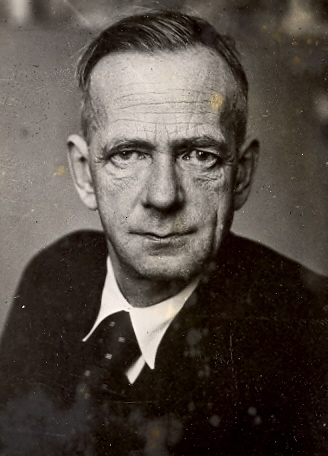
Kurt Schumacher (zwischen 1945 und 1948)

- 13. Oktober: Kurt Schumacher, deutscher Politiker († 1952)
- 13. Oktober: Robert Wagner, Reichsstatthalter und Gauleiter von Baden († 1946)
- 14. Oktober: Ferdinand Barlog, deutscher Karikaturist und Comiczeichner († 1955)
- 14. Oktober: Petr Kirjutkin, sowjetischer Schauspieler († 1977)
- 15. Oktober: Alfred Neumann, deutscher Schriftsteller († 1952)
- 16. Oktober: Francis Edward Faragoh, US-amerikanischer Drehbuchautor († 1966)
- 18. Oktober: Hans Adolf von Arenstorff, deutscher Generalmajor und Rittergutsbesitzer († 1952)
- 19. Oktober: Alexander Lasarewitsch Abramow-Mirow, sowjetischer Komintern- und Geheimdienstfunktionär († 1937)
- 19. Oktober: Lewis Mumford, US-amerikanischer Architekturkritiker und Wissenschaftler († 1990)
- 20. Oktober: Ella Bergmann-Michel, deutsche Malerin, Fotografin und Dokumentarfilmerin († 1971)
- 20. Oktober: Morrie Ryskind, US-amerikanischer Autor († 1985)
- 21. Oktober: Shukichi Mitsukuri, japanischer Komponist († 1971)
- 22. Oktober: Hans Kienle, deutscher Astronom und Astrophysiker († 1975)
- 22. Oktober: Rolf Nevanlinna, finnischer Mathematiker († 1980)
- 22. Oktober: John Beckman, US-amerikanischer Basketballspieler († 1968)
- 23. Oktober: Mildgitha Bachleitner, deutsche Ordensfrau († 1985)
- 23. Oktober: Clinton Presba Anderson, US-amerikanischer Politiker († 1975)
- 24. Oktober: Josef Pelz von Felinau, österreichischer Schriftsteller und Schauspieler († 1978)
- 25. Oktober: Levi Eschkol, Ministerpräsident von Israel († 1969)
- 26. Oktober: Josef-Ernst Fürst Fugger von Glött, deutscher Politiker († 1981)
- 26. Oktober:Robert Kautsky, österreichischer Theatermaler, Bühnen- und Kostümbildner († 1963)
- 30. Oktober: Wilhelm Andreae, deutscher Unternehmer († 1970)
- 30. Oktober: Andrej Andrejewitsch Andrejew, sowjetischer Politiker († 1971)
- 30. Oktober: Dickinson Woodruff Richards, US-amerikanischer Internist († 1973)

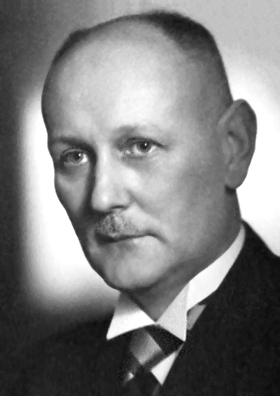
Gerhard Domagk, 1939

- 30. Oktober: Gerhard Domagk, deutscher Pathologe und Bakteriologe († 1964)
- 31. Oktober: Basil Liddell Hart, britischer Militär-Historiker, -korrespondent und Stratege († 1970)

### November
- 04. November: Heinrich Scheppmann, deutscher Politiker († 1968)
- 05. November: Walter Gieseking, deutscher Pianist und Komponist († 1956)
- 06. November: Nicholson Barney Adams, US-amerikanischer Romanist und Hispanis († 1970)
- 08. November: Hans Bogner, deutscher Altphilologe († 1948)
- 09. November: George D. Hay, US-amerikanischer Radiomoderator († 1968)
- 11. November: Charles E. Daniel, US-amerikanischer Politiker († 1964)
- 12. November: Manuel Alonso, spanischer Tennisspieler († 1984)
- 12. November: Luis Emilio Mena, dominikanischer Komponist und Musiker († 1964)
- 12. November: Vittore Stocchi, italienischer Ruderer († 1967)
- 13. November: Gerhard Sevenster, niederländischer reformierter Theologe und Kirchenhistoriker († 1985)
- 14. November: Georg Aumeier, deutscher Nationalsozialist († unbekannt)
- 14. November: Margot von Heyden-Linden, deutsche Malerin († 1975)
- 14. November: Frank J. Lausche, US-amerikanischer Politiker († 1990)
- 15. November: Olga Romanowa, Tochter von Zar Nikolaus II. († 1918)
- 15. November: Josef Schlick, deutscher Politiker († 1977)
- 16. November: Paul Hindemith, deutscher Komponist und Musiker († 1963)
- 17. November: Michail Bachtin, russischer Philosoph und Kunsttheoretiker († 1975)
- 17. November: Hermann Gretsch, deutscher Gestalter († 1950)
- 18. November: Lindley Evans, australischer Pianist, Musikpädagoge und Komponist († 1982)
- 21. November: Josef Mattauch, deutscher Physiker († 1976)
- 22. November: Victor Crumière, französischer Maler († 1950)
- 23. November: Rudolf Katz, deutscher Politiker († 1961)
- 24. November: André d’Erlanger, französischer Automobilrennfahrer († 1937)
- 24. November: Heinrich Eberbach, deutscher General der Panzertruppe im Zweiten Weltkrieg († 1992)
- 25. November: Wilhelm Kempff, deutscher Pianist und Komponist († 1991)
- 25. November: Anastas Mikojan, Politiker in der Sowjetunion († 1978)
- 25. November: Ludvík Svoboda, tschechoslowakischer General und Staatspräsident († 1979)
- 26. November: William Griffith Wilson, US-amerikanischer Mitbegründer der Anonymen Alkoholiker († 1971)
- 27. November: Nico Dostal, österreichischer Operetten- und Filmmusikkomponist († 1981)
- 27. November: Eugène Gabriels, belgischer Ruderer († 1969)
- 28. November: Roger Camuzet, französischer Unternehmer, Politiker und Automobilrennfahrer († 1983)
- 28. November: José Iturbi, spanischer Dirigent, Komponist, Pianist und Schauspieler († 1980)
- 28. November: Franz Schacherl, österreichischer Architekt († 1943)
- 29. November: Yakima Canutt, US-amerikanischer Schauspieler († 1986)
- 29. November: William S. Tubman, Präsident von Liberia († 1971)
- 30. November: Johann Nepomuk David, österreichischer Komponist († 1977)

### Dezember
- 01. Dezember: Heinrich Krone, deutscher Politiker († 1989)
- 01. Dezember: Henry Williamson, britischer Schriftsteller († 1977)
- 02. Dezember: Georges Dandelot, französischer Komponist († 1975)
- 03. Dezember: Anna Freud, österreichisch-englische Psychoanalytikerin († 1982)
- 03. Dezember: Teller Ammons, US-amerikanischer Politiker († 1972)
- 04. Dezember: Jorge Délano Frederick, chilenischer Maler, Karikaturist, Regisseur und Drehbuchautor († 1980)
- 05. Dezember: Martynas Anysas, litauischer Jurist, Historiker und Diplomat († 1974)
- 05. Dezember: Eurith Rivers, US-amerikanischer Politiker († 1967)
- 05. Dezember: Georg Scheller, deutscher Wirtschaftswissenschaftler († 1955)
- 06. Dezember: Henriëtte Bosmans, niederländische Komponistin († 1952)
- 07. Dezember: Karl Flink, deutscher Fußballspieler († 1958)
- 07. Dezember: Perez Markisch, sowjetisch-jiddischer Lyriker († 1952)
- 09. Dezember: Dolores Ibárruri, spanische Revolutionärin und Politikerin in der Arbeiterbewegung († 1989)
- 09. Dezember: Friedrich Bauereisen, deutscher Politiker und MdB († 1965)
- 11. Dezember: Ruth Fischer, deutsche Politikerin und Publizistin († 1961)

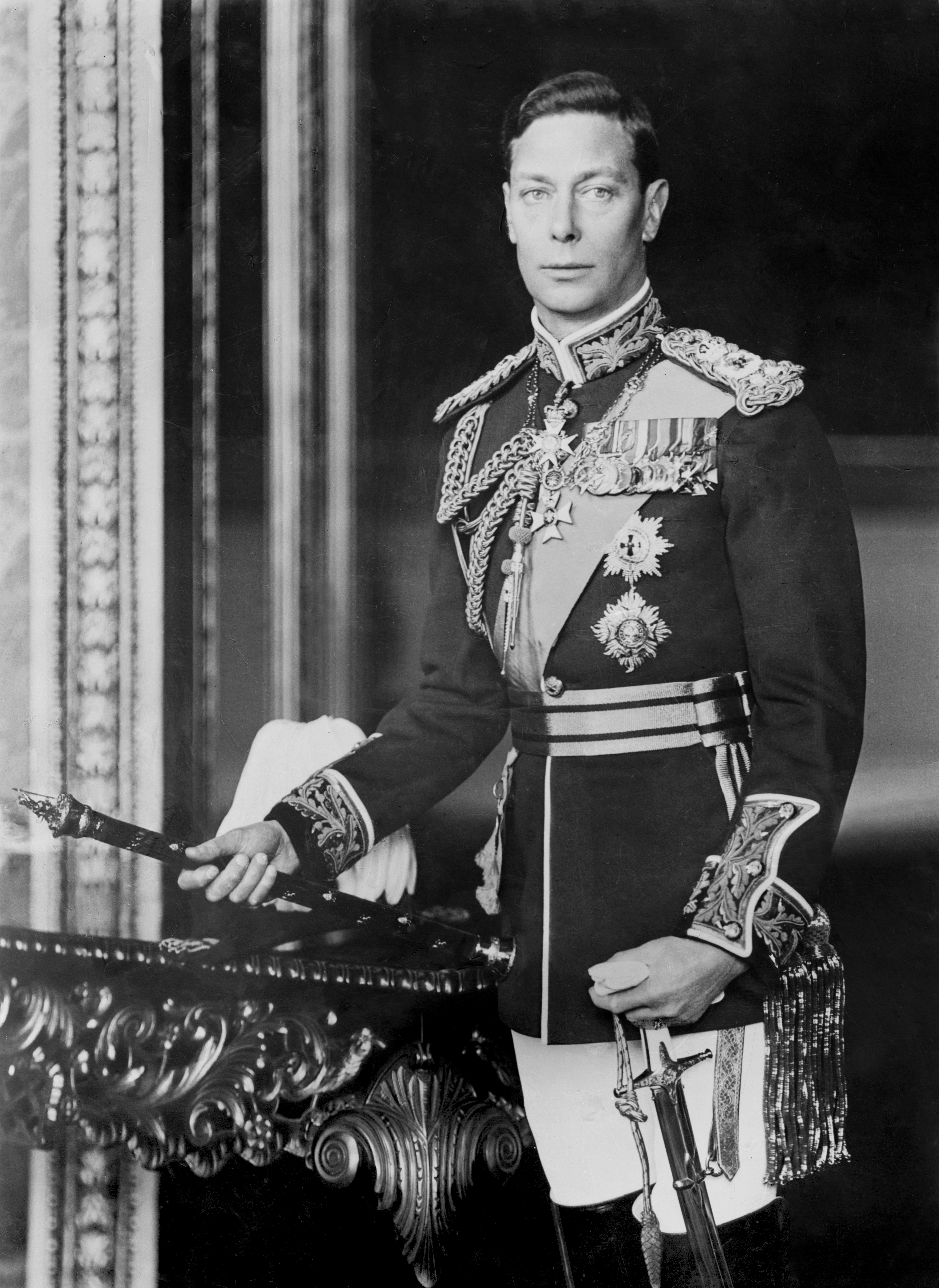
George VI., 1940

- 14. Dezember: Georg VI., König von Großbritannien und Nordirland († 1952)
- 14. Dezember: Paul Éluard, französischer Dichter († 1952)
- 15. Dezember: Ottomar Carl Joseph Anton, deutscher Maler, Graphiker und Hochschullehrer († 1976)
- 15. Dezember: Walter Boenicke, deutscher General († 1947)
- 15. Dezember: William Katz, deutscher Lehrer und Theologe jüdischen Glaubens († 1988)
- 16. Dezember: Giulio Lamberti, italienischer Ruderer († 1985)
- 16. Dezember: Martin Luther, deutscher Unterstaatssekretär im Auswärtigen Amt († 1945)
- 16. Dezember: Andy Razaf, US-amerikanischer Liedtexter († 1973)
- 17. Dezember: Gerald Patterson, australischer Tennisspieler († 1967)
- 17. Dezember: Wells Coates, kanadischer Architekt und Designer († 1958)
- 18. Dezember: Walter Hieber, deutscher Chemiker († 1976)
- 19. Dezember: Miguel Darío Kardinal Miranda y Gómez, Erzbischof von Mexiko-Stadt († 1986)
- 20. Dezember: Susanne K. Langer, US-amerikanische Philosophin († 1985)
- 21. Dezember: Hermann Stopperich, deutscher Politiker († 1952)
- 23. Dezember: Adriaan Koonings, niederländischer Fußballspieler († 1963)
- 24. Dezember: Josef Uridil, österreichischer Fußballspieler († 1962)
- 25. Dezember: Stefan Rowecki, polnischer Militär und Oberkommandierender der Heimatarmee († 1944)
- 26. Dezember: Marcelle Kraemer-Bach, französische Rechtsanwältin und Feministin († 1990)
- 27. Dezember: Siegfried Arno, deutscher Schauspieler, Komiker, Sänger und Tänzer († 1975)
- 29. Dezember: Werner Scholem, deutscher MdR und Parteiführer der KPD im Reichstag († 1940)
- Dezember: José Rodríguez Carballeira, spanischer Pianist († 1954)

### Genaues Geburtsdatum unbekannt
- Francisco Javier Aguilar González, mexikanischer Botschafter († 1972)
- Hassan Arfa, persischer General und Diplomat († 1983)
- Julian Arendt, deutscher Literat († 1938)
- William Lawrence, US-amerikanischer Pianist, Sänger und Musikpädagoge († 1981)
- Franz Rosenberger, rumäniendeutscher Komponist und Militärmusiker († 1967)

## Gestorben

### Januar bis März
- 04. Januar: Manuel Pavía, spanischer General, dessen Staatsstreich die Erste Spanische Republik beendete (* 1827)
- 05. Januar: Auguste Jaccard Schweizer Geologe und Paläontologe (* 1833)
- 07. Januar: João Crisóstomo de Abreu e Sousa, Ministerpräsident von Portugal (* 1811)
- 09. Januar: Aaron Lufkin Dennison, US-amerikanischer Unternehmer (* 1812)
- 10. Januar: Wilhelm Ferdinand Arndt, deutscher Historiker und Paläograf (* 1838)
- 10. Januar: Benjamin Godard, französischer Komponist (* 1849)
- 11. Januar: Guido von Sommaruga, österreichischer Rechtsanwalt und Parlamentarier (* 1842)
- 15. Januar: Taruhito Arisugawa, japanischer Prinz (* 1835)
- 15. Januar: Stephen F. Chadwick, US-amerikanischer Politiker (* 1825)
- 19. Januar: Moriz Carrière, deutscher Schriftsteller und Philosoph (* 1817)
- 22. Januar: Edward Solomon, englischer Komponist und Dirigent (* 1855)
- 26. Januar: Arthur Cayley, englischer Mathematiker (* 1821)
- 26. Januar: Nikolai Karlowitsch de Giers, russische Diplomat und Außenminister (* 1820)
- 28. Januar: François Certain de Canrobert, französischer General, Marschall von Frankreich (* 1809)
- 30. Januar: Hermann Gruson, deutscher Erfinder, Wissenschaftler und Unternehmer (* 1821)
- 31. Januar: Ebenezer R. Hoar, US-amerikanischer Politiker (* 1816)
- 03. Februar: Rufus Barringer, Jurist, Politiker und Brigadegeneral der Konföderierten im Amerikanischen Bürgerkrieg (* 1821)
- 04. Februar: Hugo Barthelme, deutscher Maler (* 1822)
- 04. Februar: Faustina Hasse Hodges, US-amerikanische Komponistin und Organistin (* 1823)
- 11. Februar: Montgomery Dent Corse, US-amerikanischer Militär, General der Konföderierten (* 1816)
- 13. Februar: Friedrich Scheuchzer, Schweizer Mediziner, Redakteur und Politiker (* 1828)
- 14. Februar: Isaac P. Gray, US-amerikanischer Politiker (* 1828)
- 16. Februar: Anton Abt, deutscher Theologe und Erzähler (* 1841)
- 18. Februar: Carl Johann Theodor Abs, deutscher Ringer (* 1851)
- 18. Februar: Albrecht von Österreich-Teschen, Erzherzog von Österreich und Feldherr (* 1817)
- 20. Februar: Frederick Douglass, US-amerikanischer Schriftsteller und Abolitionist (* 1817/18)
- 25. Februar: Ignaz Lachner, deutscher Komponist und Dirigent (* 1807)
- 02. März: Ismail Pascha, Wali und Khedive der osmanischen Provinz Ägypten (* 1830)
- 02. März: Berthe Morisot, französische Malerin des Impressionismus (* 1841)
- 02. März: Angelika von Woringen, deutsche Malerin (* 1813)
- 03. März: Heinrich Gradl, sudetendeutscher Historiker (* 1842)
- 04. März: Knud Knudsen, norwegischer Sprachforscher und Sprachreformer (* 1812)
- 05. März: Wilhelm Geiler, deutscher Auktionator und Heimatdichter (* 1819)
- 05. März: Henry Creswicke Rawlinson, britischer Assyriologe und Diplomat (* 1810)
- 05. März: Nikolai Semjonowitsch Leskow, russischer Schriftsteller (* 1831)
- 06. März: Camilla Collett, norwegische Schriftstellerin (* 1813)
- 07. März: Aloys Kunc, französischer Komponist und Organist (* 1832)
- 09. März: Leopold von Sacher-Masoch, österreichischer Schriftsteller (* 1836)
- 10. März: Charles Frederick Worth, britischer Modemacher, Begründer der Haute Couture (* 1825)
- 13. März: Louise Otto-Peters, deutsche Frauenrechtlerin (* 1819)
- 14. März: John L. O’Sullivan, US-amerikanischer Journalist (* 1813)
- 17. März: Wilhelm Pailler, österreichischer Theologe und Volkskundler (* 1838)
- 20. März: Ludwig Schläfli, Schweizer Mathematiker (* 1814)
- 25. März: Alfons Szczerbiński, polnischer Komponist und Musikpädagoge (* 1858)

### April bis Juni
- 05. April: Ludwig Rotter, österreichischer Organist und Komponist (* 1810)
- 07. April: Friedrich Abraham Stock, Schweizer Mediziner und Politiker (* 1845)
- 08. April: Joshua H. Marvil, US-amerikanischer Politiker (* 1825)

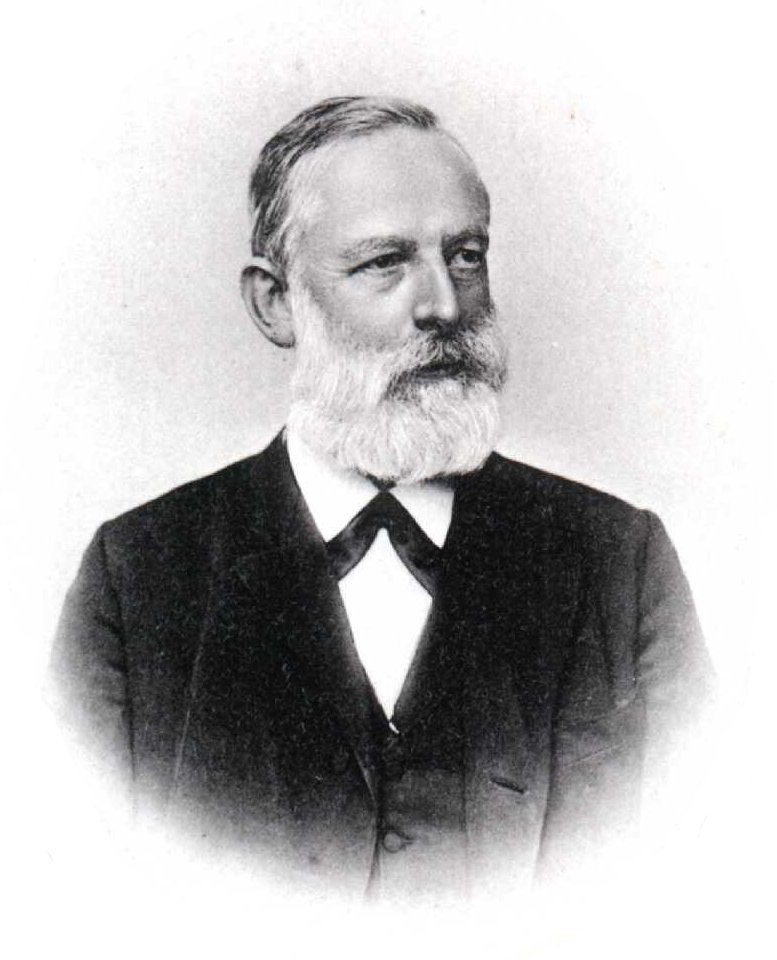
Lothar Meyer

- 11. April: Lothar Meyer, deutscher Arzt und Chemiker (* 1830)
- 11. April: Heinrich Friedrich Wilhelm Perizonius, deutscher Theologe (* 1802)
- 14. April: James Dwight Dana, US-amerikanischer Geologe, Mineraloge und Zoologe (* 1813)
- 15. April: Emilio Wilhelm Ramsøe, dänischer Komponist und Dirigent (* 1837)
- 18. April: Robert C. Wickliffe, US-amerikanischer Politiker (* 1819)
- 20. April: Gustav Hirschfeld, deutscher Archäologe (* 1847)
- 22. April: James F. Wilson, US-amerikanischer Politiker (* 1828)

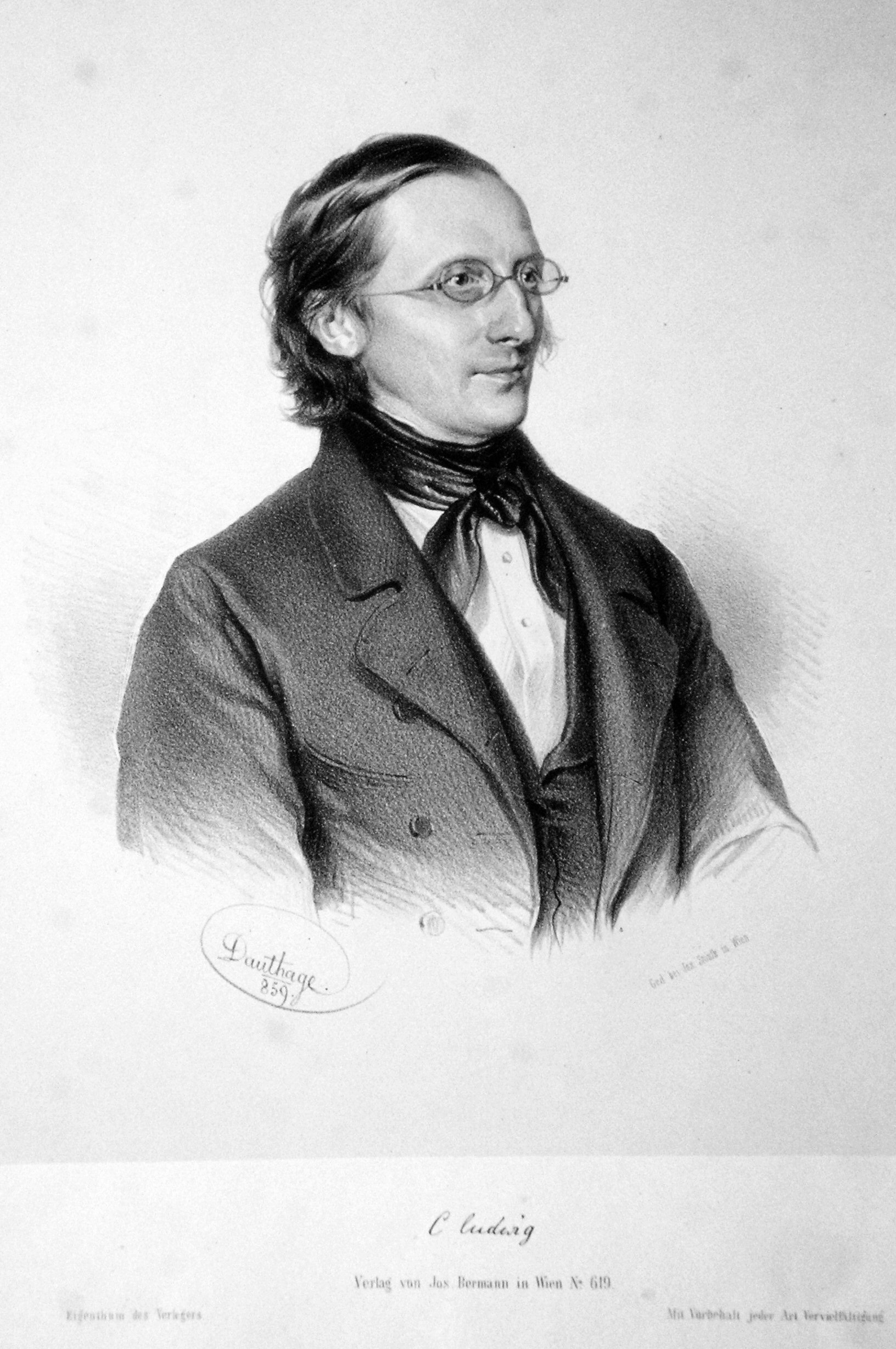
Carl Ludwig, 1859

- 23. April: Carl Ludwig, britischer Physiologe (* 1816)
- 25. April: Heinrich von Littrow, österreichischer Kartograph und Schriftsteller (* 1820)
- 27. April: Josef Porkert, tschechischer Hersteller von Klavierrahmen (* 1828)
- 30. April: Gustav Freytag, deutscher Schriftsteller (* 1816)
- 02. Mai: Charles Nicolas Abel, französisch-deutscher Jurist, Weinbergbesitzer und Mitglied des deutschen Reichstags (* 1824)
- 07. Mai: Alexander von Pape, königlich preußischer Generaloberst (* 1813)
- 07. Mai: Robert Stockton Green, US-amerikanischer Politiker (* 1831)
- 08. Mai: James A. Weston, US-amerikanischer Politiker (* 1827)
- 17. Mai: Peter Burnett, US-amerikanischer Politiker (* 1807)
- 17. Mai: Wilhelm von Gutmann, österreichischer Unternehmer (* 1826)
- 18. Mai: Jacob Cramer, niederländischer reformierter Theologe und Kirchenhistoriker (* 1833)
- 19. Mai: José Martí, kubanischer Nationaldichter (* 1853)
- 21. Mai: Franz von Suppè, österreichischer Komponist und Autor (* 1819)
- 22. Mai: Isaac Peral, spanischer Ingenieur und U-Boot-Pionier (* 1851)

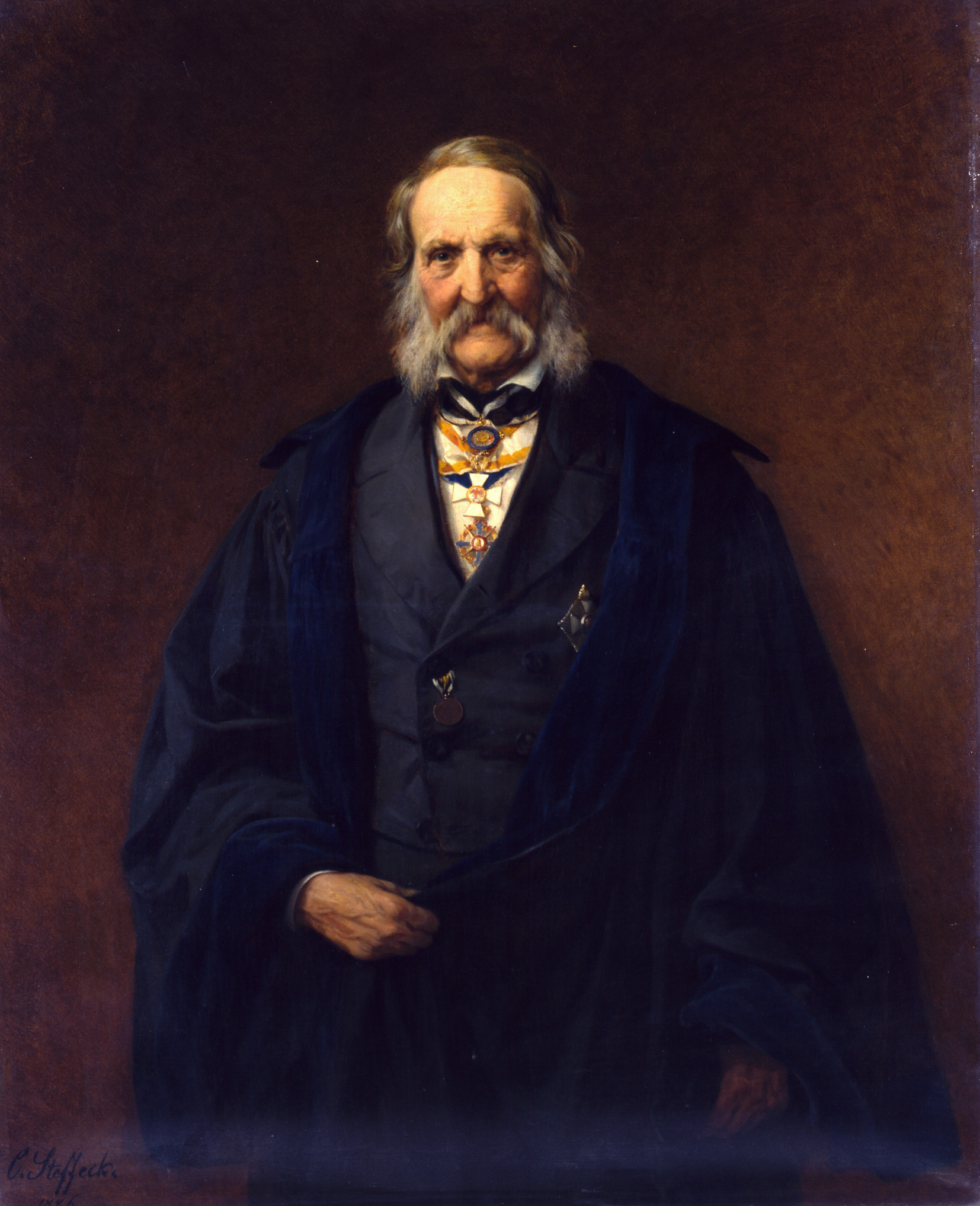
Franz Ernst Neumann, 1886

- 23. Mai: Franz Ernst Neumann, deutscher Physiker (* 1798)
- 24. Mai: Hugh McCulloch, US-amerikanischer Politiker (* 1808)
- 26. Mai: Ahmed Cevdet Pascha, osmanischer Staatsmann, Historiker und Rechtsgelehrter (* 1822)
- 28. Mai: Josef Ignaz Amiet, Schweizer Historiker, Staatsschreiber und Staatsarchivar (* 1827)
- 28. Mai: Walter Q. Gresham, US-amerikanischer Politiker (* 1832)
- 30. Mai: John Forrester Andrew, US-amerikanischer Politiker (* 1850)
- 31. Mai: Pierre Legrand, französischer Politiker (* 1834)
- 04. Juni: Abu Bakar von Johor, Sultan von Johor (* 1833)
- 15. Juni: Richard Genée, österreichischer Librettist, Bühnenautor und Komponist (* 1823)
- 17. Juni: Arnold Hug, Schweizer Altphilologe (* 1832)
- 19. Juni: Heinrich Ludwig Banck, deutscher Bankier und Kaufmann (* 1826)

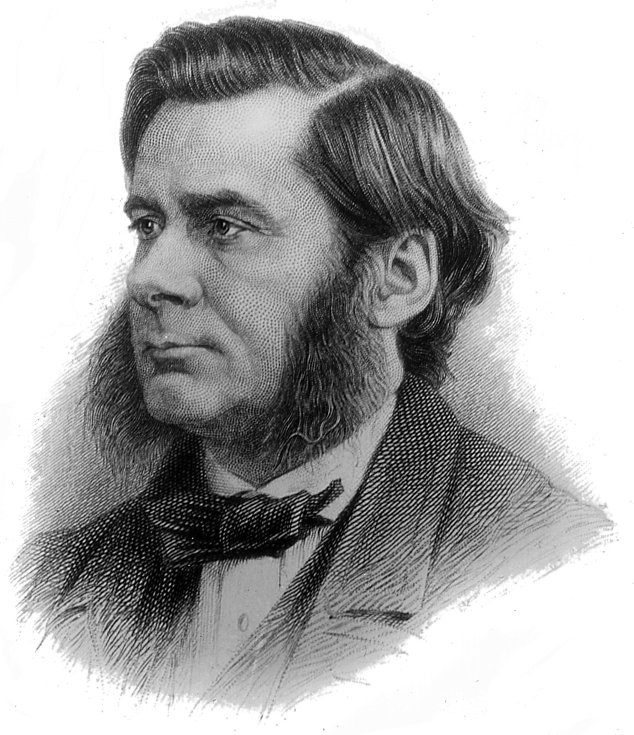
Thomas Henry Huxley, 1874

- 29. Juni: Thomas Henry Huxley, britischer Biologe, Bildungsorganisator (* 1825)

### Juli bis September
- 08. Juli: Alessandro Busi, italienischer Komponist und Musikpädagoge (* 1833)
- 08. Juli: Johann Josef Loschmidt, österreichischer Physiker und Chemiker (* 1821)
- 09. Juli: Luis Bográn Barahona, Präsident von Honduras (* 1849)
- 09. Juli: Sophie von Todesco, Salonnière der Wiener Ringstraßenepoche (* 1825)
- 14. Juli: Karl Heinrich Ulrichs, deutscher Vorkämpfer der Homosexuellen-Bewegung (* 1825)
- 16. Juli: August Reichensperger, deutscher Politiker (* 1808)
- 18. Juli: Karl Schenk, Schweizer Politiker (* 1823)
- 18. Juli: Stefan Stambolow, bulgarischer Politiker (* 1854)
- 22. Juli: Rudolf von Gneist, preußischer Jurist und Politiker (* 1816)
- 24. Juli: Joseph-Henri Altès, französischer Flötist und Komponist (* 1826)
- 28. Juli: Albert Haug, deutscher kunstsinniger Arzt (* 1830)
- 01. August: Heinrich von Sybel, deutscher Historiker (* 1817)

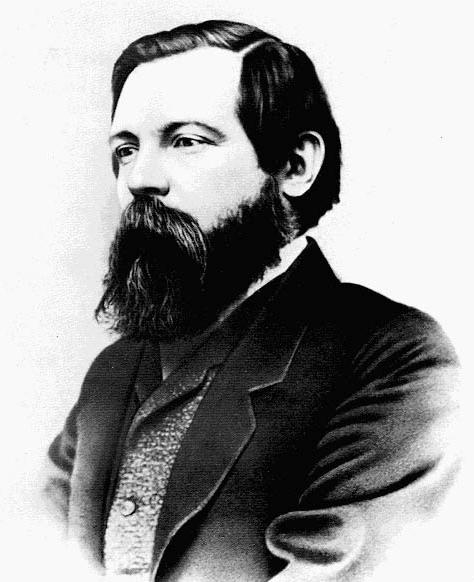
Friedrich Engels

- 05. August: Friedrich Engels, deutscher Philosoph, Politiker und Militärhistoriker (* 1820)
- 06. August: George Frederick Root, US-amerikanischer Komponist und Musikpädagoge (* 1820)
- 08. August: Christophe Thivrier, französischer Politiker (* 1841)
- 13. August: Ludwig Abel, deutscher Violinist und Komponist (* 1835)
- 13. August: Christian Bernhard Tauchnitz, deutscher Verleger und Pionier der Paperbacks (* 1816)
- 14. August: Joseph Caspar Jeuch, Schweizer Architekt (* 1811)
- 16. August: Auguste Geffroy, französischer Historiker (* 1820)
- 16. August: Samuel B. Maxey, US-amerikanischer Politiker und Armeeoffizier (* 1825)
- 16. August: Victoire Tinayre, französische Kommunardin (* 1831)
- 19. August: Giuseppe Curti, Schweizer Lehrer und Politiker (* 1811)
- 24. August: Ludwig Edenhofer, deutscher Orgelbauer und Violinist (* 1828)
- 25. August: Karl Ernst Georges, deutscher Altphilologe, Lehrer und Lexikograf (* 1806)
- 26. August: Friedrich Miescher, Schweizer Mediziner und Professor für Physiologie (* 1844)
- 02. September: Charles Anderson, US-amerikanischer Politiker (* 1814)
- 02. September: John F. Lewis, US-amerikanischer Politiker (* 1818)
- 04. September: Émile Bouichère, französischer Organist (* 1861)
- 04. September: August-Valentin Kautz, deutsch-US-amerikanischer Soldat und Kavallerie Offizier (* 1828)
- 08. September: Friedrich Gottlob Keller, deutscher Erfinder (* 1816)

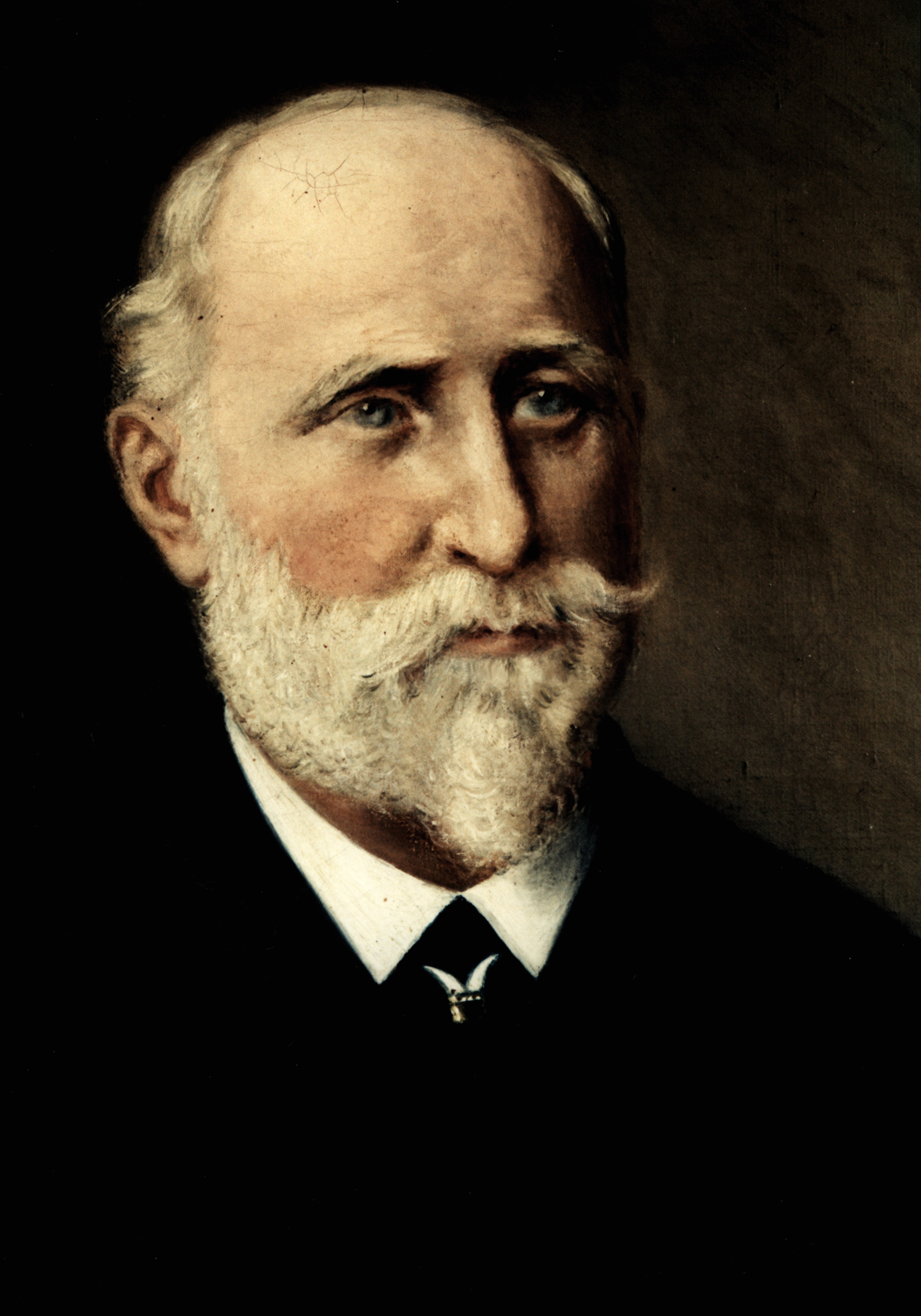
Adam Opel

- 08. September: Adam Opel, deutscher Unternehmer, Gründer der Firma Opel (* 1837)
- 16. September: Ernst Wülcker, deutscher Germanist, Historiker und Archivar (* 1843)
- 16. September: Josua Zweifel, Schweizer Kaufmann und Entdecker der Nigerquellen (* 1854)
- 19. September: Josip Lendovšek, slowenischer Philologe und Pädagoge (* 1854)
- 22. September: Martin Hertz, deutscher Altphilologe (* 1818)
- 24. September: Heinrich Adolf von Bardeleben, deutscher Mediziner (* 1819)
- 24. September: Hermann Hellriegel, deutscher Agrikulturchemiker (* 1831)
- 26. September: Georg Oechsner, deutscher Politiker (* 1822)

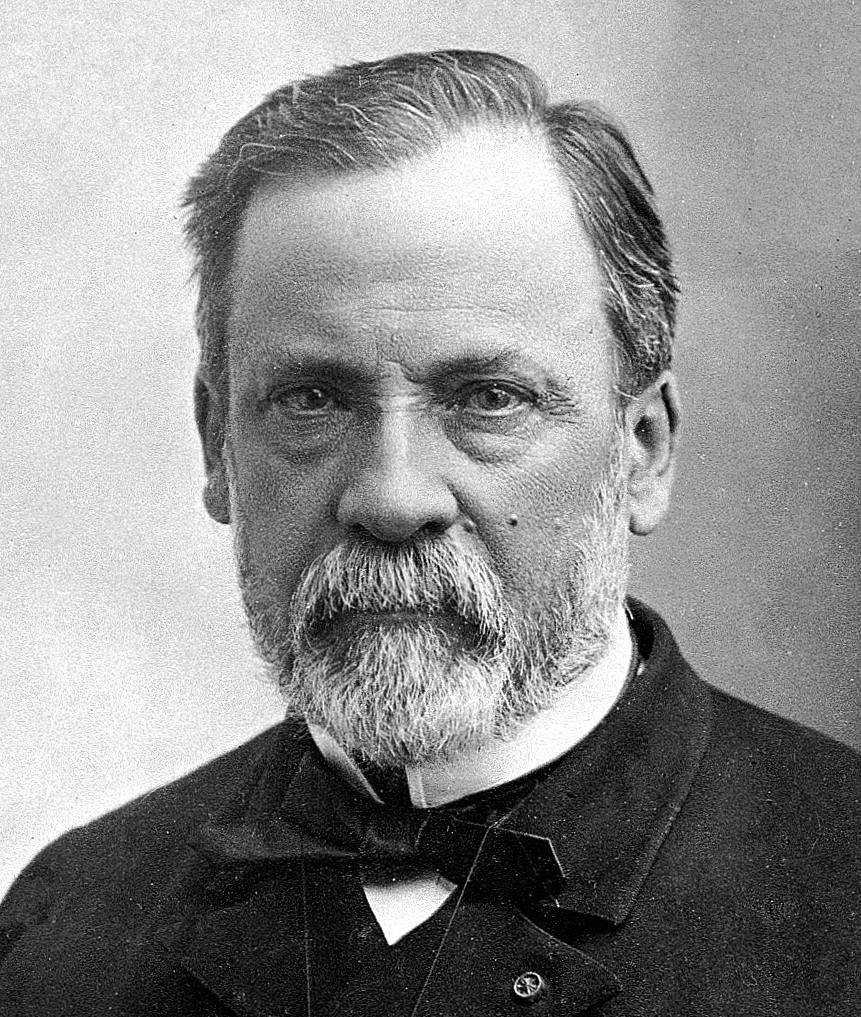
Louis Pasteur, 1878

- 28. September: Louis Pasteur, französischer Mikrobiologe (* 1822)
- 30. September: Heinrich Joseph Adami, österreichischer Schriftsteller und Zeitungsjournalist (* 1807)

### Oktober bis Dezember
- 02. Oktober: Robert Crozier, US-amerikanischer Politiker (* 1827)

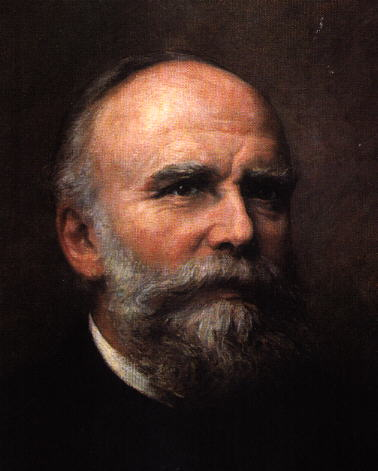
Eugen Langen

- 02. Oktober: Eugen Langen, deutscher Ingenieur und Erfinder (* 1833)
- 03. Oktober: Samuel David, französischer Komponist (* 1836)
- 03. Oktober: Otto Ehrenfried Ehlers, deutscher Forschungsreisender und Schriftsteller (* 1855)
- 08. Oktober: Myeongseong, Königin des koreanischen Königreiches Joseon (* 1851)
- 10. Oktober: Balthasar Pröbstl, deutscher Orgelbauer (* 1830)
- 22. Oktober: Oliver Ames, US-amerikanischer Politiker (* 1831)
- 22. Oktober: Richard Godeffroy, österreichischer Chemiker (* 1847)
- 25. Oktober: Charles Hallé, deutscher Pianist und Dirigent (* 1819)
- 25. Oktober: Henri Ernest Moltzer, niederländischer Niederlandist und Literaturwissenschaftler (* 1836)
- 27. Oktober: Adele Spitzeder, deutsche Anlagebetrügerin (* 1832)
- 01. November: Wilhelm Benque, deutscher Landschaftsgärtner und Gartenarchitekt (* 1814)
- 01. November: Ferdinand Janner, deutscher römisch-katholischer Theologe und Pädagoge (* 1836)
- 02. November: Carl Frederic Aagaard, dänischer Maler (* 1833)
- 02. November: Georges-Charles de Heeckeren d’Anthès, französischer Offizier und Politiker (* 1812)
- 05. November: José Gutiérrez de la Concha, spanischer General und Politiker (* 1809)
- 08. November: Johannes Overbeck, deutscher Archäologe (* 1826)
- 09. November: Louis-Joseph-Marie-Ange Vigne, französischer Geistlicher und römisch-katholischer Erzbischof von Avignon (* 1826)
- 11. November: Gustav Langenscheidt, deutscher Sprachlehrer und Verlagsbuchhändler (* 1832)
- 12. November: Pierre-Edmond Hocmelle, französischer Organist und Komponist (* 1824)
- 24. November: Carl Hugo Hahn, deutscher evangelischer Missionar (* 1818)
- 25. November: Ludwig Rütimeyer, Schweizer Zoologe, Anatom und Paläontologe (* 1825)
- 26. November: Lucy Escott, US-amerikanische Sängerin (* 1828)
- 27. November: Alexandre Dumas, französischer Schriftsteller (* 1824)
- 29. November: Eduard Taaffe, österreichischer Landeschef in Salzburg, Oberösterreich und Tirol (* 1833)
- 01. Dezember: Hermann Tessendorf, deutscher Staatsanwalt (* 1831)
- 10. Dezember: Josef Marastani, österreichischer Maler, Radierer und Lithograph (* 1834)
- 12. Dezember: Allen G. Thurman, US-amerikanischer Politiker (* 1813)
- 13. Dezember: Ányos Jedlik, slowakisch-ungarischer Erfinder (* 1800)
- 14. Dezember: Paulus Melchers, deutscher katholischer Theologe (* 1813)
- 15. Dezember: Oun Kham, König von Luang Phrabang (* 1811)
- 16. Dezember: Johann Gottlieb Christaller, Missionar und Sprachforscher (* 1827)
- 18. Dezember: Nils Posse, schwedischer Sportpädagoge (* 1862)
- 20. Dezember: Leopold Jacoby, deutscher sozialistischer Lyriker (* 1840)
- 21. Dezember: Ferdinand Piloty, deutscher Maler (* 1828)
- 23. Dezember: John Russell Hind, britischer Astronom (* 1823)
- 24. Dezember: Kuno von Auer, preußischer Generalmajor (* 1818)

### Genaues Todesdatum unbekannt
- Eugénie de Santa-Coloma, französische Komponistin und Sängerin (* 1827)